# Élection présidentielle française de 2022
L'élection présidentielle française de 2022 a eu lieu les 10 et 24 avril 2022 afin d'élire le président de la République française pour un mandat de cinq ans.
Il s'agit de la douzième élection présidentielle de la Ve République et onzième au suffrage universel direct. Aucun des douze candidats en lice n'ayant remporté la majorité absolue des suffrages exprimés au premier tour, un second tour est organisé entre les deux premiers candidats.
Arrivé en tête du premier tour, le président sortant Emmanuel Macron (27,85 %) affronte Marine Le Pen (23,15 %), un duel identique à celui du scrutin de 2017. C'est la deuxième fois qu'un second tour opposant les mêmes candidats à deux scrutins présidentiels consécutifs a lieu après ceux où se sont affrontés Valéry Giscard d'Estaing et François Mitterrand en 1974 et 1981.
En troisième position avec 21,95 % des voix, Jean-Luc Mélenchon réalise le score le plus élevé de ses trois candidatures et arrive largement en tête de la gauche, mais échoue à accéder au second tour, avec environ 400 000 voix de moins que Marine Le Pen.
Une nouvelle fois, les partis politiques traditionnels sont absents du second tour, dans des proportions encore plus importantes que lors de la précédente élection. Le Parti socialiste et Les Républicains, représentés respectivement par Anne Hidalgo et Valérie Pécresse, s'effondrent avec des scores historiquement faibles et n'atteignent pas le seuil des 5 %, condition permettant d'être remboursé des frais de campagne.
Pour la première fois, les candidatures classées à l'extrême droite dépassent le seuil de 30 % des suffrages exprimés au premier tour. La campagne est marquée à ses débuts par l'irruption sur la scène politique d'Éric Zemmour, dont la candidature fait concurrence à Marine Le Pen sur sa droite. Malgré des sondages initialement favorables, le candidat et fondateur de Reconquête arrive finalement loin derrière, en quatrième place. Les sondages d'opinion laissent également annoncer un duel serré entre le président sortant et Marine Le Pen, la possibilité d'une victoire pour cette dernière étant pour la première fois envisagée par ceux-ci.
Le second tour voit Emmanuel Macron l'emporter par 58,55 % des suffrages exprimés, permettant ainsi au président sortant d'entamer un second mandat. Le septennat ayant été aboli en 2000, il devient ainsi le premier président de la République française à être réélu pour un deuxième quinquennat, le deuxième président de la Cinquième République réélu hors période de cohabitation et le quatrième président de la Cinquième République réélu. Son investiture pour un second quinquennat a lieu le 7 mai 2022 bien que son premier mandat arrivait à terme le 13 mai.

## Contexte

### Politique

#### Présidence sortante d'Emmanuel Macron
L'élection présidentielle de 2017 voit la victoire d'Emmanuel Macron, qui l'emporte au second tour sur la candidate du Front national, Marine Le Pen. En vertu de l'article 6 de la Constitution française, le président de la République française ne peut exercer plus de deux mandats consécutifs. Emmanuel Macron ayant accédé pour la première fois à la magistrature suprême en 2017, il est éligible en 2022 pour un second mandat.

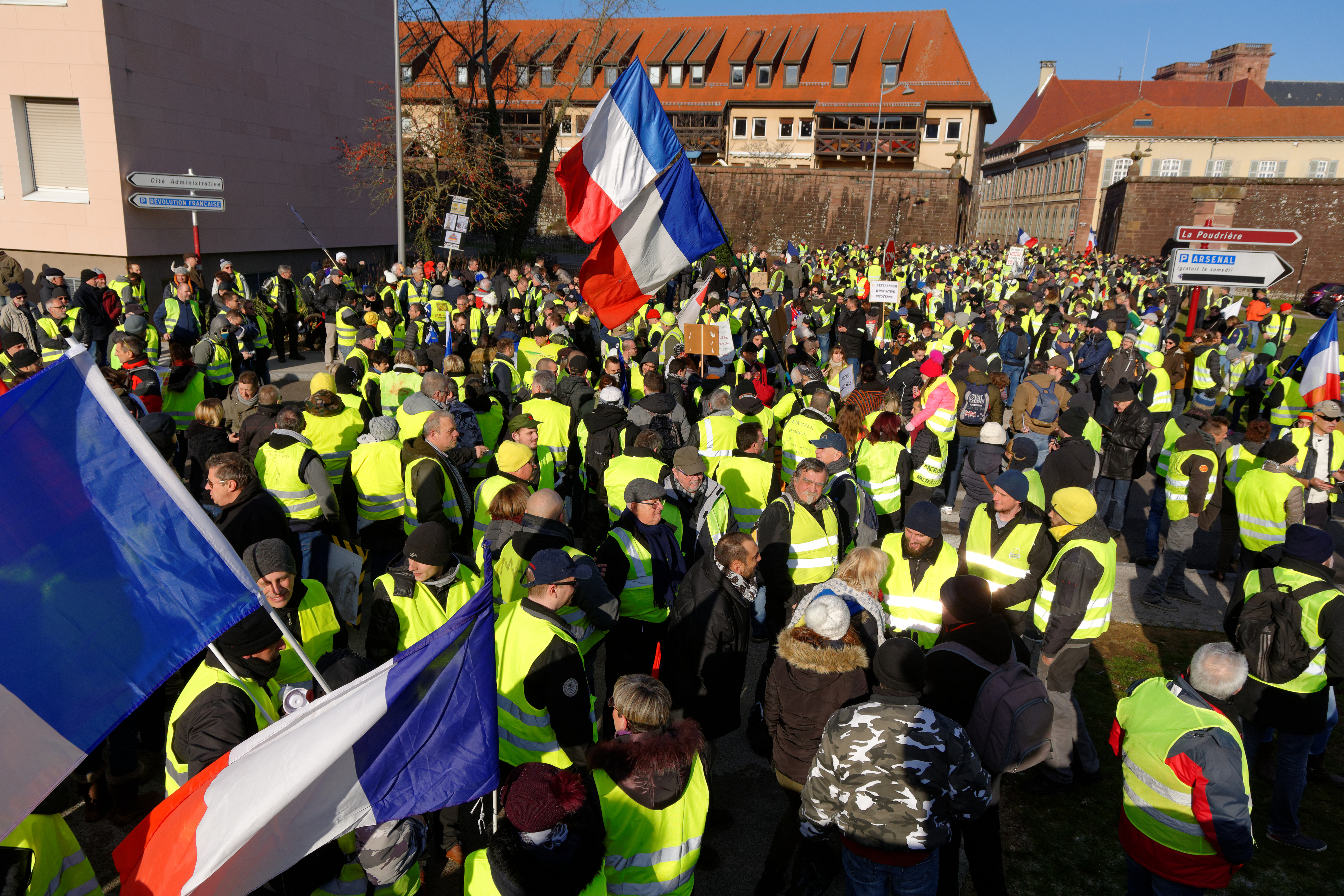
Le mouvement des Gilets jaunes, ici à Belfort en janvier 2019, marque le début du quinquennat.

Les débuts de la présidence Macron sont notamment marqués par le mouvement des Gilets jaunes, qui le pousse à organiser un grand débat national. La seconde partie de son quinquennat est caractérisée par un projet contesté puis ajourné de réforme des retraites, la mise en place d'une convention citoyenne pour le climat, la pandémie de Covid-19 et l'invasion de l'Ukraine par la Russie de 2022 entraînant les sanctions occidentales contre la Russie. Les réformes et lois passées pendant son quinquennat incluent notamment des modifications du droit du travail, la réforme de la SNCF, un texte de moralisation de la vie politique, la procréation médicalement assistée pour tous, le congé de paternité doublé, la réforme de l’assurance chômage, la suppression de l’ISF transformée en IFI (impôt sur la fortune immobilière), le dédoublement des classes de primaire en réseaux d’éducation prioritaire, l’école obligatoire dès l'âge de trois ans, une réforme du baccalauréat et la mise en place de Parcoursup. Durant le quinquennat d'Emmanuel Macron, et notamment en réponse au mouvement des Gilets jaunes de nombreuses mesures de soutien au pouvoir d’achat ont été mises en place : la baisse des cotisations salariales des salariés, la suppression de la taxe d’habitation, le « Reste à charge zéro » pour les lunettes et prothèses dentaires, la suppression des cotisations sur les heures supplémentaires et leur défiscalisation. On peut ajouter l’augmentation de près de 100 euros de l'allocation aux adultes handicapés, l’augmentation du minimum vieillesse également de 100 euros par mois, ou encore l'augmentation de la prime d'activité d’environ 100 euros. Une prime exceptionnelle de pouvoir d’achat jusqu'à 1 000 euros (prime dite « Macron »), sans cotisations ni impôts, a pu être versée de façon disparate par une partie des employeurs. De même, à la suite du « Ségur de la santé », une augmentation minimale de 183 euros nets par mois est décidée pour 1,5 million de professionnels des établissements de santé, des EHPAD et du personnel des établissements et services sociaux et médico-sociaux.

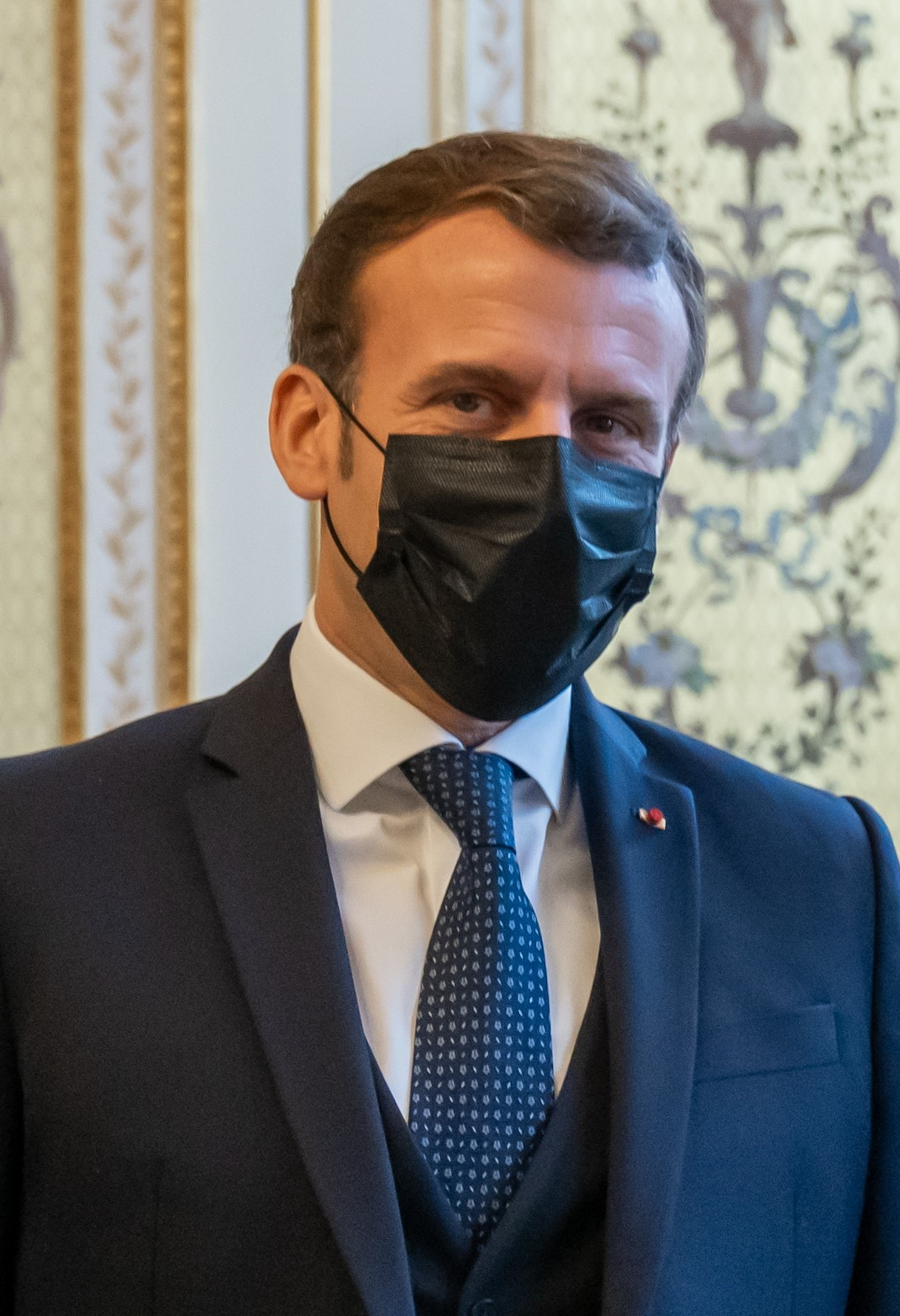
Emmanuel Macron durant la pandémie de Covid-19.

Pendant la pandémie de Covid-19 et après des ratés notamment sur l’approvisionnement de masques en début de pandémie, la gestion de la présidence Macron et des gouvernements Philippe et Castex s’est caractérisée par des restrictions importantes des libertés pour enrayer l’épidémie, notamment par la mise en place de jauges, la fermeture de certains établissements recevant du public (salles de concerts, discothèques), et de trois confinements. Pendant cette période a été mis en place la stratégie du « quoi qu’il en coûte » c’est-à-dire un soutien important aux entreprises directement impactées par ces restrictions et financé par l’emprunt et donc par le creusement du déficit et de la dette de l’état. À la suite d'une récession record à -8 % du PIB en 2020, celui-ci rebondit l’année suivante à +7 % retrouvant fin 2021, en tenant compte de l’inflation, un volume supérieur à son niveau d’avant crise. La stratégie du « quoi qu’il en coûte » a été saluée par de nombreux économistes comme Paul Krugman, ou Nicolas Bouzou mais critiquée par une partie de l’opposition pour son côté trop dispendieux.
Selon plusieurs médias, le chef de l’État prépare sa campagne présidentielle à partir du début de l'année 2021,. Malgré l'échec de la majorité présidentielle à s'implanter au niveau local, notamment par un faible nombre de conseillers municipaux élus en 2020 ainsi qu'une absence de régions conquises et un seul département supplémentaire remporté lors des scrutins de 2021, Emmanuel Macron est donné gagnant dans la majorité des sondages réalisés en vue de l'élection. Selon Le Figaro, il entend séduire les électeurs de droite en mettant l’accent sur les sujets régaliens, alors qu’il présentait une image plus centriste lors du précédent scrutin présidentiel et au début de son quinquennat.
Le 3 février 2022, le Conseil constitutionnel fait savoir qu'Emmanuel Macron a reçu les 500 parrainages nécessaires pour pouvoir se présenter à l'élection présidentielle, alors qu'il n'a pas encore déclaré s'il allait se présenter au scrutin,. Le 3 mars 2022, il envoie une lettre à différents quotidiens régionaux pour annoncer sa candidature à sa réélection.

#### Montée de l'extrême droite et affaiblissement du «front républicain»
À trois mois de l’élection, les deux candidats d'extrême droite Marine Le Pen et Éric Zemmour cumulent ensemble plus de 30 % des intentions de vote.
En février 2021, le journal Libération rapporte que, dans le cas d'un nouveau second tour opposant Emmanuel Macron à Marine Le Pen, de nombreux électeurs de gauche ne voteront pas pour le chef de l’État sortant en raison de son positionnement davantage à droite qu’en 2017, ce qui romprait avec le « front républicain », traditionnellement appliqué face à l’extrême droite.

#### Divisions et absence initiale de leadership à droite
Contrairement à 2007 et 2012 avec Nicolas Sarkozy et comme en 2016-2017, aucun candidat ne s'impose naturellement à droite, dont le principal parti est Les Républicains (LR). Ce parti, à la suite de la débâcle de François Fillon lors de l'élection présidentielle de 2017, se retrouve divisé entre les partisans d'une alliance avec la nouvelle majorité et ceux partisans d'une ligne davantage conservatrice. L'élection de Laurent Wauquiez à la tête du parti en 2017, représentant de la frange la plus dure, provoque le départ de nombreux élus, notamment Xavier Bertrand, président de la région des Hauts-de-France. L'échec du parti aux élections européennes de 2019, où la liste de François-Xavier Bellamy tombe sous la barre des 10 %, pousse Laurent Wauquiez à la démission quelques jours plus tard. Christian Jacob le remplace lors du congrès d'octobre 2019.
À l'approche du scrutin présidentiel, Xavier Bertrand est perçu comme le favori des sondages. Réélu à la tête de sa région, il annonce sa candidature, tout en précisant qu'il ne souhaite pas passer par une élection primaire. Finalement, une primaire interne est organisée au cours d'un congrès entre le 1er et le 4 décembre 2021. Alors que Xavier Bertrand accepte finalement de se présenter, le congrès voit la victoire au second tour de Valérie Pécresse face à Éric Ciotti, ce qui fait d’elle la première femme à représenter la droite parlementaire lors d'une élection présidentielle en France,.

#### Multiplicité des candidatures et absence d'union à gauche
Concernant la gauche, le chercheur Antoine Bristielle distingue « deux grandes tendances », avec d'une part le Parti socialiste (PS) et Europe Écologie Les Verts (EELV), alignés sur la plupart des enjeux, et d'autre part l'électorat proche de La France insoumise (LFI) ; les principales divergences entre ces blocs portent selon lui sur la question économique et sur l'Union européenne, et amoindrissent la probabilité d'une candidature d'union ainsi que celle de la qualification d'une personnalité de gauche au second tour. La primaire du Pôle écologiste (Europe Écologie Les Verts, Génération.s, Génération écologie, Cap21 et le Mouvement des progressistes) est lancée en septembre 2021 et voit Yannick Jadot en sortir vainqueur. En décembre 2021, Anne Hidalgo, candidate socialiste désignée à l'élection présidentielle, se prononce pour une primaire de la gauche, mais sa proposition est immédiatement refusée par Fabien Roussel, Jean-Luc Mélenchon et Yannick Jadot. De son côté, l'ancienne garde des Sceaux Christiane Taubira, qui fait partie des favorites pour la Primaire populaire organisée par des sympathisants de gauche, soutient l’initiative et apparaît comme une candidate potentielle,.
Face aux refus persistants de ses concurrents de gauche, Anne Hidalgo annonce qu'elle ne se pliera finalement pas à la primaire, tout en maintenant sa propre candidature. Le 15 janvier, Christiane Taubira annonce sa candidature à Lyon, soutenue par le Parti radical de gauche, mais accepte de se plier à la Primaire populaire, qui l'élit le 30 janvier 2022. N’ayant pas obtenu le nombre de parrainages requis à la date limite du 2 mars, elle ne peut se présenter.
À partir de la mi-mars, la candidature de Jean-Luc Mélenchon se démarque de ses concurrents à gauche, les instituts de sondage le plaçant régulièrement entre 12 % et 13 % d'intention de vote, voire à 15 % selon un sondage effectué par Elabe entre le 20 et le 21 mars,.

#### Recours aux cabinets de conseil
À moins de deux semaines du premier tour, le recours aux cabinets de conseil effectué durant le quinquennat perturbe la campagne d'Emmanuel Macron. La sortie, le 17 mars 2022, du rapport sénatorial concernant le recours récurrent aux cabinets de conseil met en avant une dépense des ministères de plus de 800 millions d'euros en 2021, dépense multipliée par plus de deux depuis le début du quinquennat. La commission sénatoriale déplore une utilisation trop systématique des cabinets de conseil, ainsi que des rapports trop superficiels pour le coût engagé, sans utilisation ultérieure.

#### Mandat impératif
Le 3 avril 2022, Jean Lassalle s'engage sur tous ses biens devant notaire à mettre en place les trois points principaux de son programme avant les législatives s'il est élu (le référendum d'initiative citoyenne constituant, la reconnaissance du vote blanc et la baisse de la TVA sur les hydrocarbures de 20 % à 5,5 %),. Il est le premier candidat français à une élection présidentielle à s'engager dans un mandat impératif.

### Sanitaire
Le scrutin a lieu pendant la pandémie de Covid-19 alors en cours depuis près de deux ans en France et dans le monde, ce qui en fait notamment la première élection présidentielle à se dérouler sous un état d'urgence sanitaire en France. Deux confinements sont décrétés au cours du mandat d'Emmanuel Macron ainsi que plusieurs couvre-feux. Le président prend alors la décision de soutenir les entreprises en annonçant la prise en charge par l’État de la mise au chômage partiel des salariés ne pouvant télétravailler ainsi que la mise en place de prêts garantis par l'État pour les TPE-PME,. Cette mesure a pour conséquence de maintenir un grand nombre d'entreprise à flots mais également d'augmenter significativement la dette publique.
Le président et le gouvernement d’Édouard Philippe font l’objet de vives critiques pour la gestion du début de la pandémie dont notamment une minimisation initiale du virus, l'absence de stock de masques et les changements de recommandations sur l'utilité de ces derniers,. Agnès Buzyn, alors ministre de la Santé avant son départ du gouvernement pour se présenter aux municipales de Paris, affirme en mars 2020 avoir prévenu le président dès le 11 janvier puis le Premier ministre Édouard Philippe le 30 janvier. Une fois la production de masques suffisantes pour la population française, le premier confinement est levé en mai 2020 après une baisse des cas et décès dus à la pandémie, mais l’exécutif fait face à des mouvements d'opposition au port du masque. Lors de la mise en place d'un couvre-feu en octobre 2020, les mouvements se propagent aux refus des mesures de confinements.

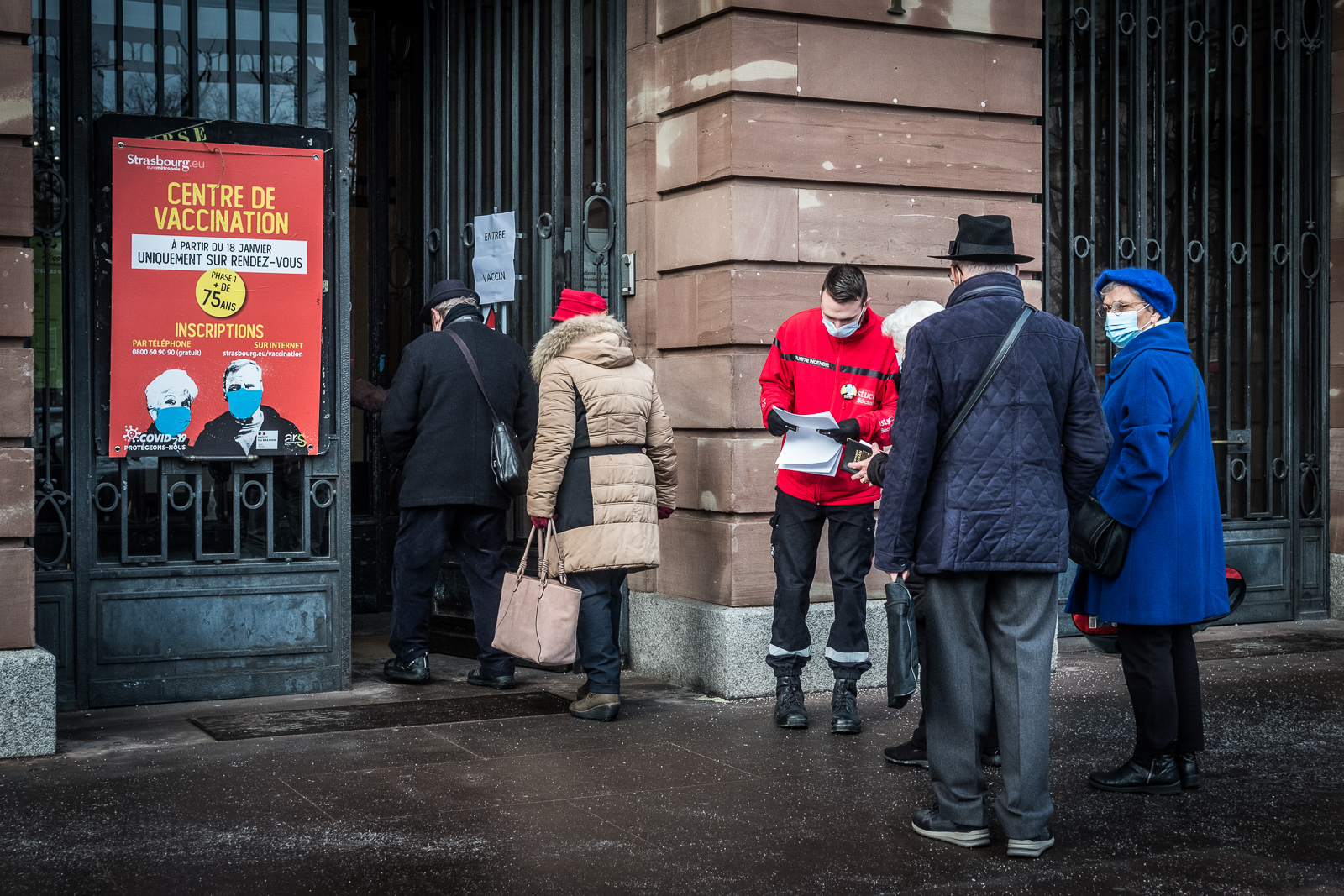
Centre de vaccination à Strasbourg en janvier 2021.

La vaccination contre la Covid débute fin décembre 2020. Les premières semaines de la campagne font l'objet de critiques sur sa lenteur et sa lourdeur administrative de la part de l'opposition, avant qu'elle n'atteigne un rythme soutenu dans les semaines suivantes. La montée d'une nouvelle vague conduit cependant le président à effectuer un changement de doctrine lors d'une allocution le 12 juillet 2021, au cours de laquelle il annonce la vaccination obligatoire des soignants et la mise en place d'un passe sanitaire européen interdisant d'accès aux restaurants, cinémas et à de nombreux lieux publics ceux qui ne dispose pas d'une vaccination complète. Des manifestations ont lieu durant l'été 2021, qualifiant cette décision de « dictature sanitaire » mais le mouvement s’essouffle à partir de septembre 2021.
Face à la remontée des cas de Covid à la suite de l'apparition du variant Omicron en décembre 2021, décision est prise d'instaurer une dose de rappel et d'adapter la validité du passe en conséquence. Emmanuel Macron annonce par la suite la transformation du passe sanitaire en passe vaccinal, rendant de facto la vaccination obligatoire, ce qui lui vaut l'opposition du mouvement antivax. En janvier 2022, le président suscite une polémique en déclarant lors d'une interview dans Le Parisien avoir envie d'« emmerder les non-vaccinés [...] jusqu'au bout », tandis que le passe vaccinal est en débat à l'Assemblée nationale. Adopté le 16 janvier, ce dernier entre en vigueur le 24 janvier, alors que le nombre de contaminations au Covid-19 atteignent près de 280 000 cas par jour.
Le nombre de contaminations journalières chute à partir de la fin janvier, laissant entrevoir la possible fin de l'épidémie et la fin du pass vaccinal au cours de la fin mars. Le 3 mars, le Premier ministre Jean Castex annonce la « suspension » du pass vaccinal qui est prévue pour le 14 mars, malgré une remontée du nombre de cas constatée par le ministre de la santé Olivier Véran .

### Économique
En raison de la pandémie de Covid, la France entre en 2020 en récession, avec une chute de 8,3 % du PIB. À la suite de cette récession, le PIB rebondit l'année suivante à + 7 %, retrouvant fin 2021, grâce à l'inflation, un volume supérieur à son niveau d'avant crise. Ce taux de croissance est pour l'année 2021 un des plus hauts de la zone Europe. Le chômage, alors en chute progressive depuis 2015, repart brusquement à la hausse lors du premier confinement avant de diminuer fortement à 7,4 % à la fin de l'année 2021. Il s'agit du taux de chômage le plus bas depuis 2008. Le taux de chômage des jeunes baisse lui à 15,9 % soit son plus bas niveaux depuis les années 1980.
Néanmoins, la réouverture de l'économie à la suite de la pandémie provoque une forte inflation au niveau mondial, accentuée l'augmentation des prix de l'énergie et des pénuries de matières premières,.
En 2021, le déficit commercial atteint un record absolu avec 84,7 milliards d'euros, soit 3,4 % du PIB. Le déficit de la balance commerciale français est le plus élevé en Europe. En effet les deux gros postes d'excédents commerciaux en France, l'aéronautique et le tourisme ont été largement pénalisés par la pandémie du Covid-19. De plus la hausse du coût de l'énergie a creusé le déficit de 43,1 milliards d'euros en 2021, en progression de près de 20 milliards d'euros sur un an. Le poids de l'industrie dans le PIB est désormais de 13,5 %, un niveau inférieur à la moyenne européenne (19,7 %). Cependant la France se distingue dans la fourniture de services, avec un excédent de 36,2 milliards d'euros.
La France est touchée par la crise énergétique mondiale de 2021-2022. Les tarifs réglementés du gaz ont bondi de 59 % depuis le 1er janvier 2021 pour cinq millions de Français. Mi-septembre 2021, le gouvernement promet un « chèque énergie » exceptionnel de 100 euros et début octobre, le Premier ministre Jean Castex annonce un gel de ces tarifs pendant les sept mois suivants. Face à la forte augmentation des prix de gros de l'électricité, le gouvernement s'engage fin septembre 2021 à plafonner la hausse du tarif réglementé de vente (TRV) à 4 %. Il décide de réduire la principale taxe sur l'électricité, la taxe intérieure de consommation sur l'électricité (TICFE) qui est ramenée de 22,50 €/MWh à 50 centimes, le minimum autorisé par Bruxelles, ce qui correspond à un coût de huit milliards pour le budget de l'État. Il impose à EDF d'augmenter de 20 TWh le volume d'électricité nucléaire vendu à prix réduit à ses concurrents, pour le faire passer à titre exceptionnel de 100 à 120 TWh. La mesure doit coûter entre 7,7 et 8,4 milliards d'euros à EDF.

### Environnemental

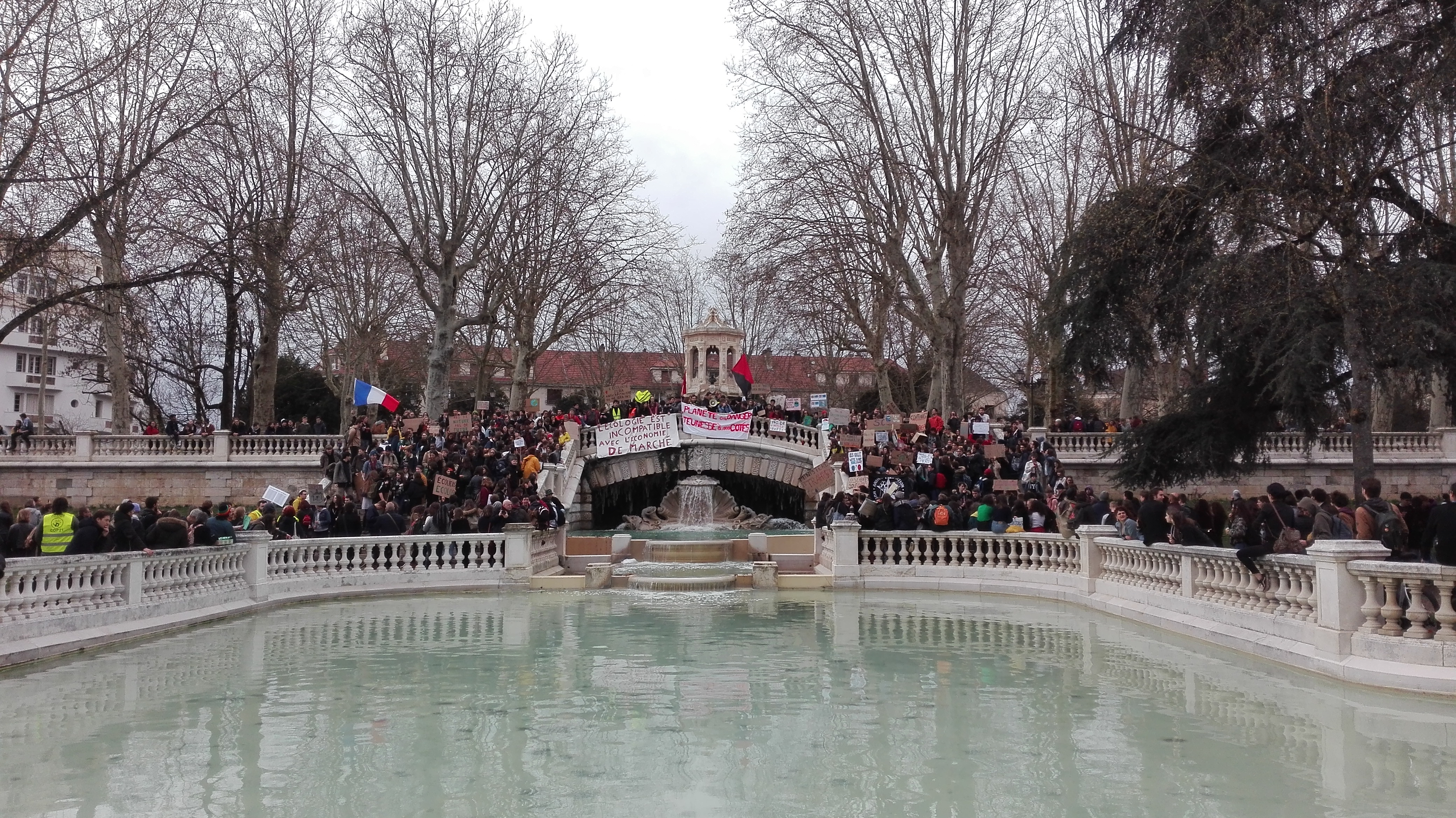
Grève des lycéens contre le dérèglement climatique du 15 mars 2019, discours de fin de manifestation dans le Jardin Darcy à Dijon.

Entre 2017 et 2022, les effets de la crise climatique et environnementale se sont multipliés en France comme jamais auparavant. En 2021, les conclusions du rapport du GIEC tendent à montrer que l'accélération sans précédent du dérèglement risque de rendre à brève échéance la crise incontrôlable en l'absence de mesures fortes des gouvernements. En France, cette situation se traduit par l'arrivée de l'environnement parmi les premières préoccupations des Français, même malgré la crise sanitaire, d'après les études gouvernementales menées par l'Agence de la transition écologique (Ademe).
Du printemps à l'automne 2019, le mouvement de la grève étudiante pour le climat gagne la France, avec des manifestations hebdomadaires massives de jeunes réclamant une réponse gouvernementale face à la crise écologique. Emmanuel Macron qualifie leur mouvement d'incantations, et leur recommande de s'engager dans du concret. Il annonce le 25 avril la constitution d'une Convention citoyenne pour le climat. Il en résulte 149 propositions, dont la mise en œuvre est mitigée. La loi Climat-résilience est promulguée le 22 août 2021 mais le projet de loi constitutionnelle échoue, limitant l'efficacité des mesures prises.
En février 2021, l’État est condamné par le Tribunal administratif de Paris pour inaction dans la lutte contre le réchauffement climatique, à la suite d'une poursuite menée par quatre associations sous le nom de l'Affaire du siècle. Reconnaissant la faute de l'État, le tribunal ordonne au Premier ministre de prendre d'ici au 31 décembre 2022 « toutes les mesures utiles » pour réparer le préjudice.
En février 2022, en pleine campagne électorale, les médias en France informent du franchissement d'une des limites planétaires, tandis que les catastrophes écologiques s'enchaînent à un rythme soutenu, et les scientifiques continuent de rappeler que les enjeux n'ont jamais été aussi élevés pour les États dans la lutte contre des catastrophes vers lesquelles le système actuel conduit.
Les questions environnementales peinent, en février 2022, à s'imposer dans la campagne électorale de l'élection présidentielle française, concurrencées notamment par le débat sur l'identité et l'immigration.

### International

#### Présidence française du conseil de l'Union européenne

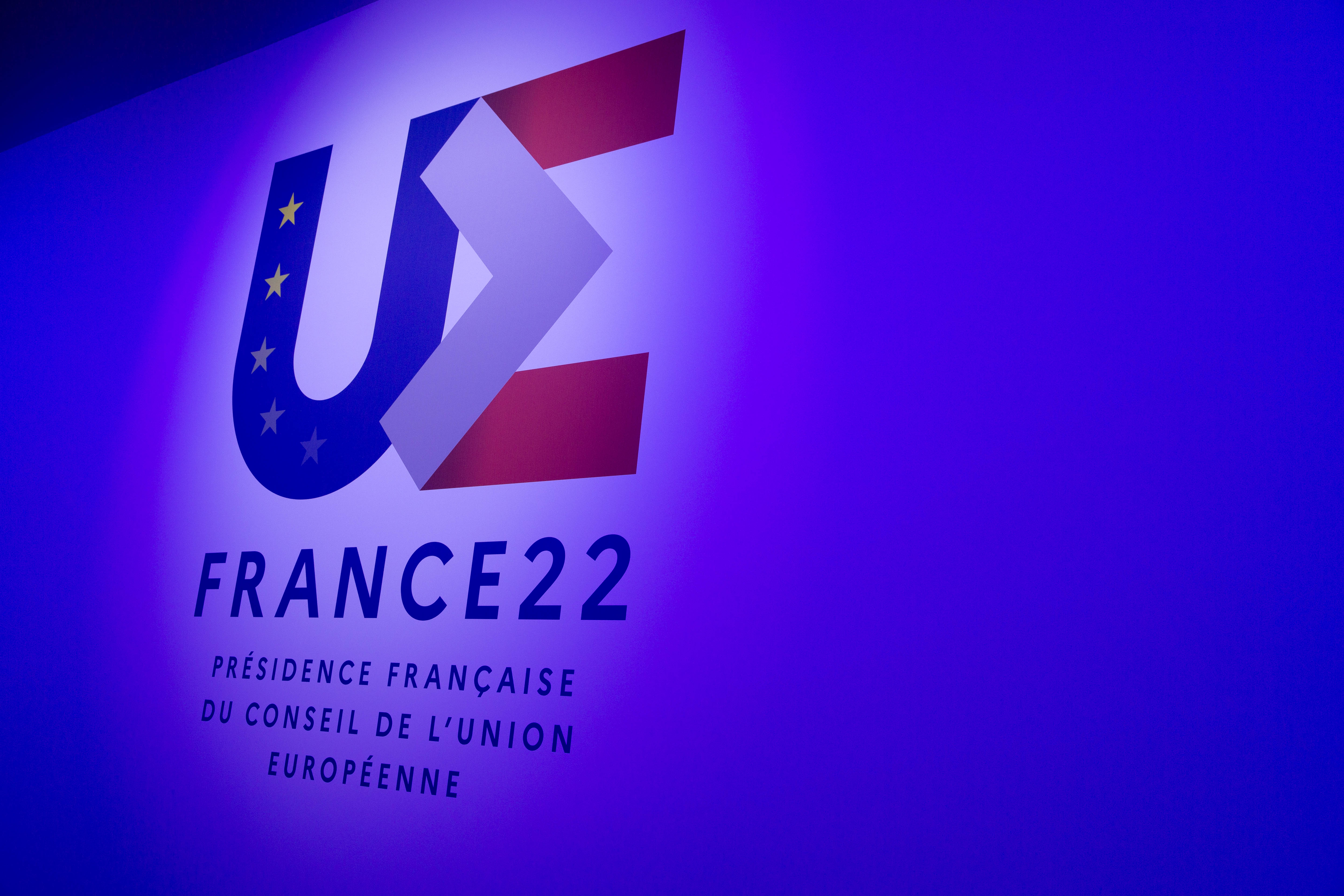
Logo de la présidence française du Conseil de l'Union européenne en 2022.

La présidence du Conseil de l'Union européenne, ou couramment présidence de l'Union européenne, est une présidence tournante du Conseil de l'Union européenne (ou Conseil des ministres). Elle revient à la France le 1er janvier 2022, succédant à la Slovénie.
Le 1er janvier 2022, un drapeau européen est hissé sous l’Arc de triomphe. L’absence d’un drapeau français aux côtés du drapeau européen provoque la colère, particulièrement à droite, où les différents candidats à l’élection présidentielle vont déplorer un « effacement de l’identité française » (Valérie Pécresse) et un « outrage » pour Éric Zemmour. Nicolas Dupont-Aignan déclare qu’Emmanuel Macron est un «  profanateur », tandis que Marine Le Pen annonce qu’elle souhaite déposer un recours devant le Conseil d'État pour contester la décision de faire flotter le drapeau de l'Europe sous l'Arc de Triomphe.
Clément Beaune, secrétaire d’État aux Affaires européennes précise que « le drapeau de l'Union européenne n’a pas “remplacé” le drapeau de la France, qui n’est déployé que pour les cérémonies ». Le drapeau est retiré trois jours plus tard, l’Élysée affirme que ce retrait était prévu dès le début et que ce n’est pas une réaction à la polémique.
Selon Le Monde, Emmanuel Macron souhaite profiter de la PFUE pour réaffirmer ses positions pro-européennes dans le débat national.
Le 19 janvier 2022, il s'adresse au Parlement européen lors d’un discours de 30 minutes. Répondant aux différentes critiques des eurodéputés français (Bardella, Aubry et Jadot), il distribue des piques.

#### Invasion de l'Ukraine par la Russie

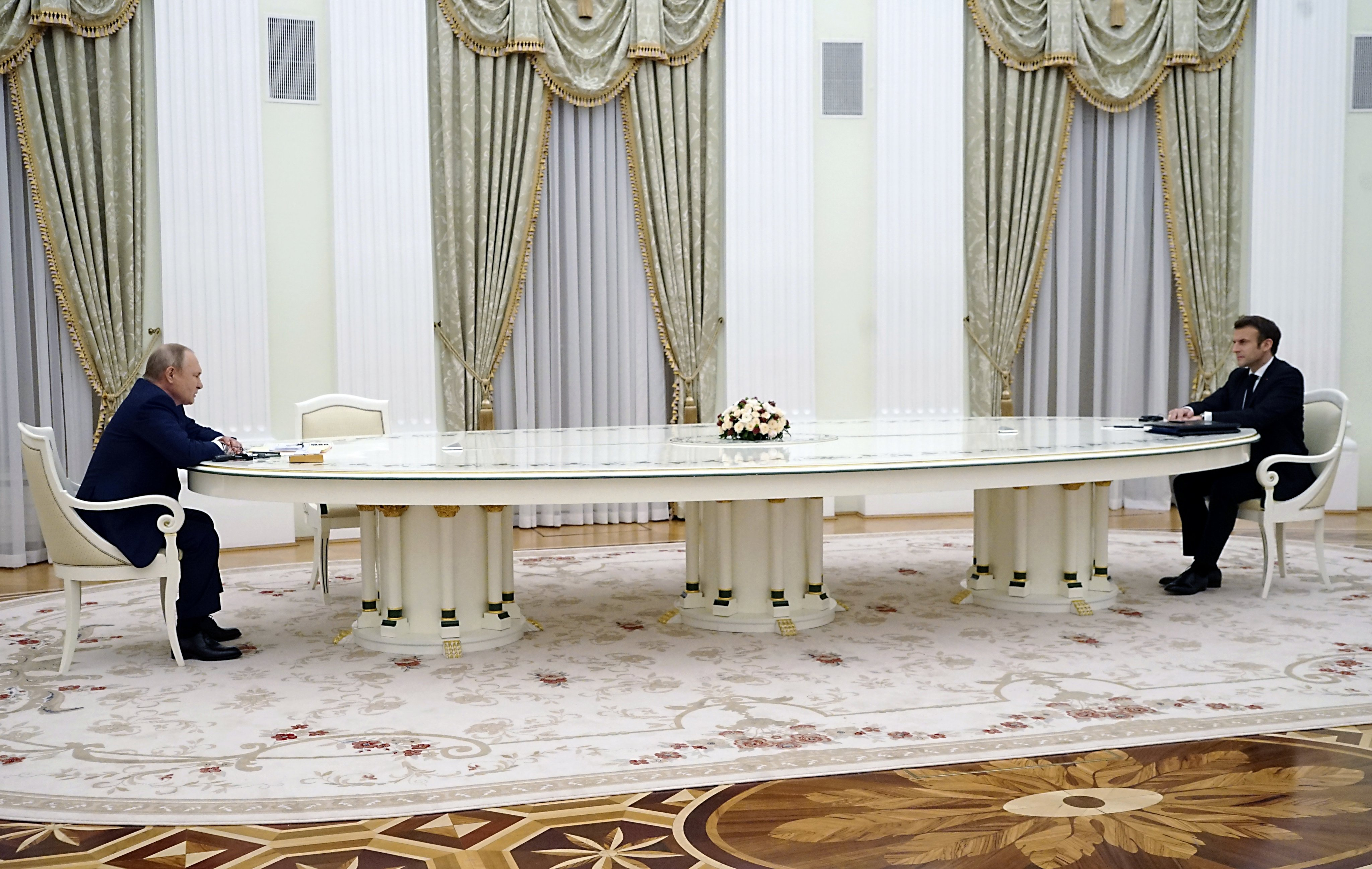
Rencontre entre Emmanuel Macron et Vladimir Poutine le 7 février 2022, dans le cadre de la crise russo-ukrainienne.

Alors qu'Emmanuel Macron doit officialiser sa décision le 4 mars 2022 à 18 h, l'escalade du conflit russo-ukrainien, puis l'invasion de l'Ukraine par la Russie le 24 février, le poussent à reporter l'annonce de sa candidature à un second mandat à la présidence de la République,. L'annonce a lieu le 3 mars au soir, vingt-quatre heures avant la date limite, par le biais d'une Lettre aux Français.
Tous les candidats interrogés se prononcent pour l'accueil des réfugiés ukrainiens, à l’exception d'Éric Zemmour, proposant plutôt une aide financière à la Pologne, revenu ensuite sur ses propos. Cette position initiale provoque une chute des intentions de vote à son égard.

## Modalités

### Mode de scrutin

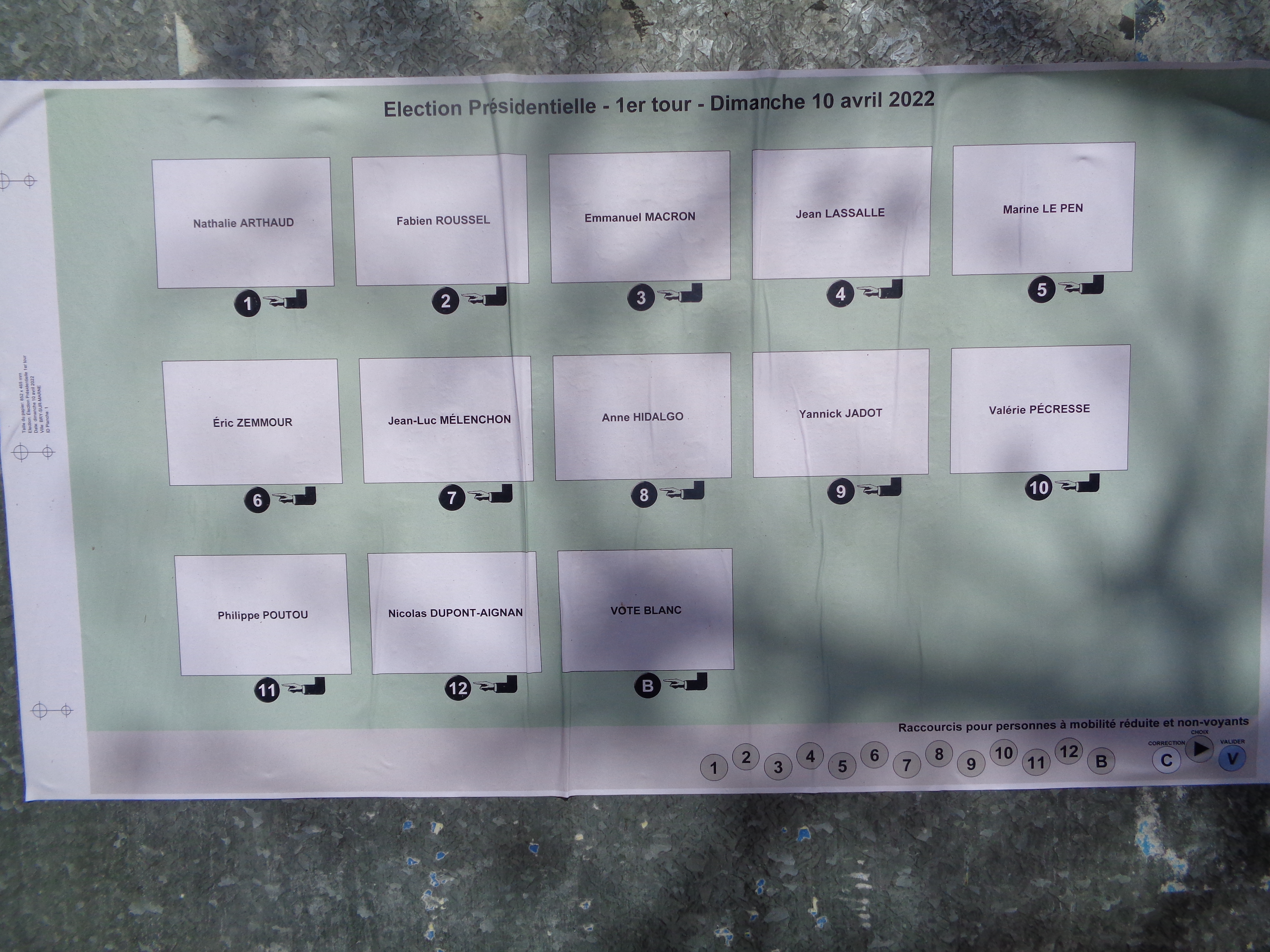
Panneau d'information devant un bureau de vote dans le Val-de-Marne, expliquant comment utiliser la machine à voter pour l'élection présidentielle de 2022.

Le président de la République est élu directement par la population au scrutin uninominal majoritaire à deux tours pour un mandat de cinq ans renouvelable une seule fois de façon consécutive. Est élu le candidat qui recueille la majorité absolue des suffrages exprimés au premier tour de scrutin. À défaut, un second tour a lieu quatorze jours plus tard entre les deux candidats ayant recueilli le plus de suffrages au premier tour. Le second tour peut éventuellement voir concourir d'autres candidats que les deux arrivés en tête au premier dans le cas de retraits de candidats mieux placés. Ce cas n'est cependant encore jamais arrivé sous la Cinquième République. Au second tour, le candidat qui recueille le plus de suffrages l'emporte.
Le Conseil constitutionnel est, en vertu de l'article 58 de la Constitution, garant de la régularité de l'élection, de l'examen des réclamations et de la proclamation des résultats.

### Conditions de candidature

Logo de l'élection.

Chaque candidat doit satisfaire plusieurs conditions :
- être de nationalité française ;
- ne pas être privé de ses droits civiques concernant l'éligibilité ;
- être âgé d’au moins 18 ans ;
- être inscrit sur une liste électorale ;
- avoir satisfait aux obligations imposées par le code du service national ;
- ne pas être placé sous tutelle ou sous curatelle ;
- avoir établi une déclaration de situation patrimoniale ;
- posséder un compte bancaire de campagne ;
- ne pas être candidat à un troisième mandat consécutif de président de la République ;
- recueillir 500 « parrainages » de parlementaires ou d'élus locaux : ces parrainages doivent provenir d'au moins trente départements ou collectivités d'outre-mer différents et pas plus d'un dixième des élus signataires ne doit provenir du même département ou de la même collectivité d'outre-mer. La loi organique du 25 avril 2016 impose la publication de l'ensemble des noms, au lieu de 500 tirés au sort comme c'était le cas antérieurement[78]. Ils doivent être envoyés directement au Conseil constitutionnel, par voie postale, qui les publie au fur et à mesure sur le site mis en place pour cette élection.

### Dates de déroulement de l’élection

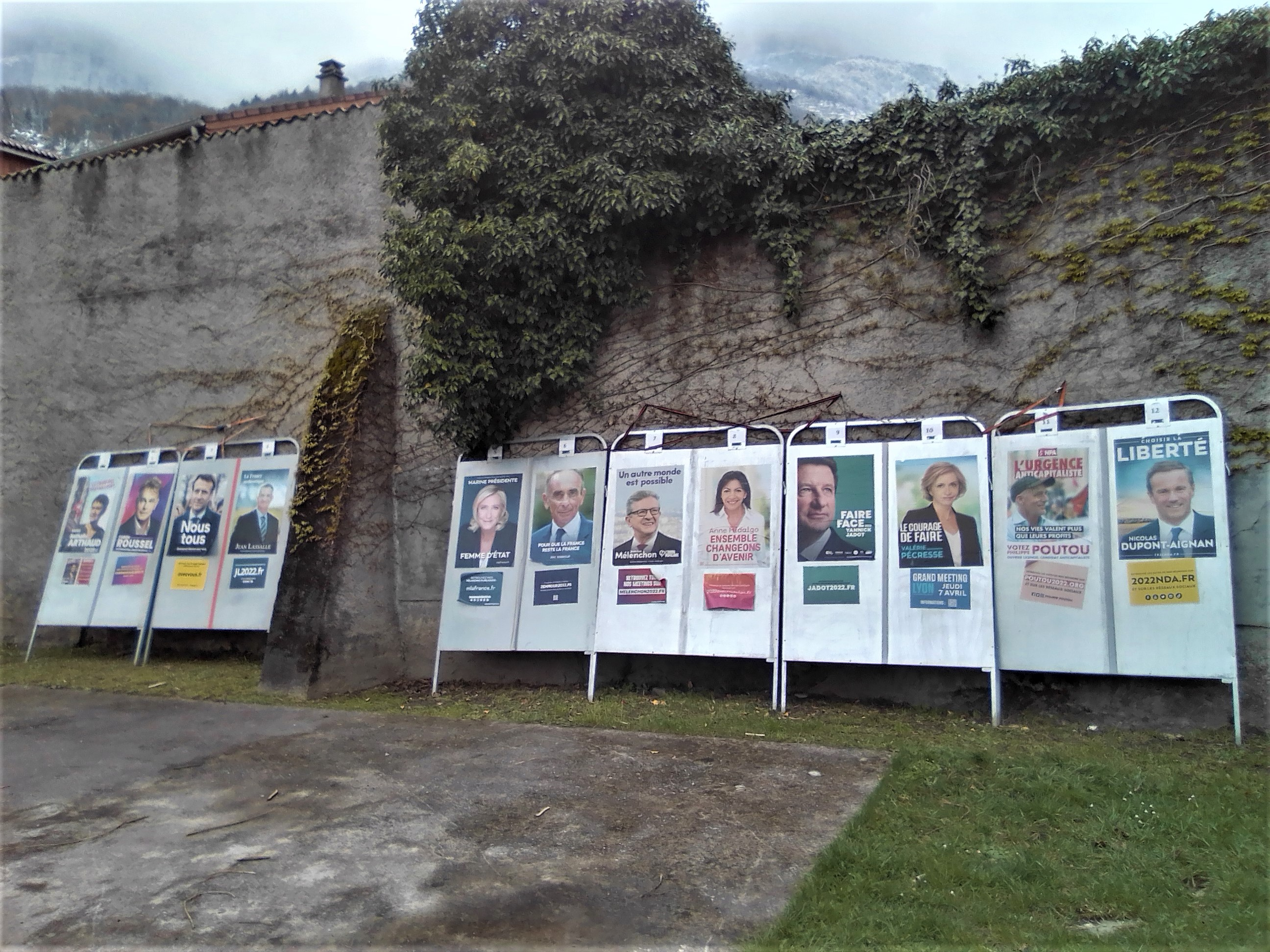
Panneaux électoraux de l'élection présidentielle de 2022 (Noyarey, Isère).

Conformément à l'article 7 de la Constitution, le premier tour de l'élection présidentielle doit avoir lieu entre 20 et 35 jours avant la transition du pouvoir à la fin du mandat de cinq ans du président sortant ; un second tour, s’il est nécessaire, intervient quatorze jours après le premier. Emmanuel Macron ayant pris ses fonctions le 14 mai 2017, la passation de pouvoirs éventuelle avec son successeur devrait avoir lieu le 13 mai 2022 au plus tard.
En vertu des dispositions constitutionnelles, l'élection présidentielle de 2022 pouvait donc se tenir soit les dimanches 10 et 24 avril (pour respectivement le premier tour et l’éventuel second tour), soit les dimanches 17 avril et 1er mai. Voici les avantages et inconvénients de cette situation :
- La seconde possibilité pouvait sembler la plus naturelle sachant que les sept élections présidentielles organisées en France depuis 1981 se sont déroulées à la fin du mois d’avril pour le premier tour et au début du mois de mai pour le second tour. Cependant, le premier dimanche du mois de mai 2022 est un jour férié[Note 1] correspondant à la fête du Travail, qui est notamment marquée par de nombreux rassemblements politiques et syndicaux exigeant une importante mobilisation policière, ce qui compliquerait la tenue du scrutin dans ces conditions. En outre, le premier tour aurait eu lieu pendant un week-end prolongé, en raison du lundi de Pâques, une situation qui aurait pu renforcer une abstention électorale déjà croissante dans le pays.
- La date du 10 avril pour le premier tour correspond au début des vacances scolaires pour l'une des 3 zones, les autres prenant leurs vacances plus tard. Avec un premier tour le 17 avril, une zone est au milieu des vacances scolaire, une autre les commence. Pour le second tour, qu'il ait lieu le 24 avril ou le 1er mai, il tombera de toutes façon au milieu des vacances scolaires pour une des zones. C'est un facteur pouvant augmenter l’abstention[Note 2]. Néanmoins, depuis 1995, toutes les élections présidentielles successives ont été organisées pendant des congés scolaires[79],[81],[82].

Lors du Conseil des ministres du 13 juillet 2021, le gouvernement retient les dates des 10 et 24 avril 2022. Comme pour chaque élection présidentielle depuis 2007, les électeurs de la Guadeloupe, de la Martinique, de la Guyane, de Saint-Pierre-et-Miquelon, de Saint-Barthélemy, de Saint-Martin et de la Polynésie française voteront la veille, à savoir les samedis 9 et 23 avril 2022, afin de tenir compte du décalage horaire. Ces dates sont officialisées lors de la publication du décret de convocation des électeurs, le 26 janvier.
Cependant, la Constitution prévoit des cas de report ou d’annulation de l’élection présidentielle :
1. en cas d'empêchement ou décès dans la dernière semaine de dépôt des candidatures d'une personne qui a annoncé son intention d'être candidate, le Conseil constitutionnel peut reporter l'élection ;
2. en cas d'empêchement ou décès d'un candidat avant le premier tour, l'élection est reportée ;
3. en cas d'empêchement ou décès d'un candidat qualifié pour le second tour, il est procédé de nouveau à l'ensemble des opérations électorales.

#### Horaires
Par application de la loi du 25 avril 2016, normalement, les bureaux de vote ouvrent à 8 heures et ferment à 19 heures. Toutefois, des arrêtés préfectoraux (ou du ministère des Affaires étrangères pour les bureaux à l’étranger) peuvent être pris pour changer les horaires, à condition de ne pas dépasser 20 heures pour l’horaire de fermeture. Ainsi, dans les grandes agglomérations (dont Paris, Lyon et Marseille), l’horaire de fermeture est repoussé à 20 heures,.

## Candidats
Quarante-six personnes s'étaient officiellement portées candidates pour l'élection présidentielle dont une trentaine, peu ou pas du tout connues. Le 7 mars 2022, le Conseil constitutionnel publie les noms des 12 candidats retenus qui satisfont aux conditions dont au moins 500 parrainages d’élus validés.
L'ordre du tableau ci-dessous correspond à l'ordre de la présentation des candidats faite par le Conseil constitutionnel. Cet ordre, tiré au sort par le Conseil, est celui de l'affichage sur les panneaux électoraux et de la présentation des bulletins dans les bureaux de vote.
| Candidat (nom et âge) et parti politique                     | Candidat (nom et âge) et parti politique | Candidat (nom et âge) et parti politique | Principale(s) fonction(s) politique(s) lors de la campagne                                             | Campagne, slogan(s) et consignes de vote pour le second tour                                                                            | Détails |
| ------------------------------------------------------------ | ---------------------------------------- | ---------------------------------------- | --- | --- | --- |
| Nathalie Arthaud (52 ans) Lutte ouvrière (LO)                |                                          |                                          | Porte-parole de Lutte ouvrière (depuis 2008)                                                           | Campagne Le camp des travailleurs Élimination au 1er tour (vote blanc)                                                                  | Porte-parole de Lutte ouvrière depuis 2008, elle est la candidate de ce parti en 2012 et en 2017. LO décide de sa candidature à l'occasion de son 50e congrès, en décembre 2020, afin d'« assurer la présence du courant communiste révolutionnaire » à cette élection. Elle annonce sa candidature le 16 septembre 2021.                                                                                   |
| Fabien Roussel (52 ans) Parti communiste français (PCF)      | Fabien Roussel en 2018                   |                                          | Secrétaire national du Parti communiste français (depuis 2018) Député du Nord (depuis 2017)            | Campagne • Positions La France des jours heureux, Élimination au 1er tour (vote Emmanuel Macron)                                        | Député de la 20e circonscription du Nord depuis 2017, il devient secrétaire national du Parti communiste français en 2018. Il annonce sa candidature le 26 novembre 2020. Les militants du parti confirment leur soutien à sa candidature lors d'une consultation interne en mai 2021. |
| Emmanuel Macron (44 ans) La République en marche (LREM)      | Emmanuel Macron en 2021                  |                                          | Président de la République française (depuis 2017)                                                     | Campagne • Positions Avec vous puis Nous tous Vainqueur au 2d tour                                                                      | Ministre de l'Économie, de l'Industrie et du Numérique sous la présidence de François Hollande. Élu président de la République en 2017, il officialise sa candidature à un second mandat le 3 mars 2022 dans une Lettre aux Français. |
| Jean Lassalle (66 ans) Résistons (RES)                       | Jean Lassalle en 2017                    |                                          | Président de Résistons (depuis 2016) Député des Pyrénées-Atlantiques (2002-2022)                       | Campagne • Positions La France authentique Élimination au 1er tour (vote blanc)                                                         | Membre du Mouvement démocrate, il prend ses distances avec François Bayrou sur fond de désaccord stratégique et quitte le parti en 2016. Il est connu pour sa marche à travers la France en 2013. Candidat en 2017 ayant obtenu 1,21 % au premier tour, il officialise sa nouvelle candidature le 16 mars 2021.                                                                                             |
| Marine Le Pen (53 ans) Rassemblement national (RN)           | Marine Le Pen en 2014                    |                                          | Députée du Pas-de-Calais (depuis 2017) Conseillère départementale du Pas-de-Calais (depuis 2021)       | Campagne • Positions La France qu'on M puis Femme d'État puis Pour tous les Français Élimination au 2d tour                             | Élue présidente du Front national en 2011, elle en est déjà la candidate en 2012 et en 2017, où elle termine en troisième puis deuxième position, étant battue par Emmanuel Macron au second tour de cette dernière élection. Elle annonce sa candidature à la présidence lors d'une conférence de presse le 16 janvier 2020.                                                                               |
| Éric Zemmour (63 ans) Reconquête (REC)                       | Éric Zemmour en 2022                     |                                          | Président de Reconquête (depuis 2021)                                                                  | Campagne • Positions Impossible n'est pas français puis Pour que la France reste la France Élimination au 1er tour (vote Marine Le Pen) | Journaliste et écrivain, il annonce sa candidature le 30 novembre 2021. Jean-Frédéric Poisson, président de Via, la voie du peuple, ainsi que Jacline Mouraud, figure des Gilets jaunes, se désistent alors en sa faveur,. |
| Jean-Luc Mélenchon (70 ans) La France insoumise (LFI)        | Jean-Luc Mélenchon en 2022               |                                          | Député des Bouches-du-Rhône (2017-2022)                                                                | Campagne • Positions Un autre monde est possible Élimination au 1er tour (appelle à ne pas voter Marine Le Pen)                         | Déjà candidat aux élections de 2012 et 2017, il propose sa candidature le 8 novembre 2020, sollicitant une « investiture populaire » de 150 000 personnes pour valider sa candidature, ce qu'il obtient rapidement,. |
| Anne Hidalgo (62 ans) Parti socialiste (PS)                  | Anne Hidalgo en 2020                     |                                          | Vice-présidente de la métropole du Grand Paris (depuis 2016) Maire de Paris (depuis 2014)              | Campagne • Positions Ensemble changeons d'avenir Élimination au 1er tour (vote Emmanuel Macron)                                         | Elle annonce sa candidature le 12 septembre 2021 puis est désignée par les adhérents socialistes le 14 octobre suivant. |
| Yannick Jadot (54 ans) Europe Écologie Les Verts (EÉLV)      | Yannick Jadot en 2014                    |                                          | Député européen (depuis 2009)                                                                          | Campagne • Positions Changeons ! puis Faire face Élimination au 1er tour (vote Emmanuel Macron)                                         | Après avoir remporté la primaire écologiste de 2016 face à Michèle Rivasi en vue de l'élection présidentielle de 2017, il se retire finalement pour soutenir le candidat socialiste Benoît Hamon. Candidat à la primaire présidentielle de l'écologie en septembre 2021, il l’emporte de justesse au second tour face à Sandrine Rousseau.                                                                  |
| Valérie Pécresse (54 ans) Les Républicains (LR)              |                                          |                                          | Présidente de Soyons libres (depuis 2017) Présidente du conseil régional d'Île-de-France (depuis 2015) | Campagne • Positions Le courage de faire Élimination au 1er tour (vote Emmanuel Macron)                                                 | Ministre de l'Enseignement supérieur puis ministre du Budget sous la présidence de Nicolas Sarkozy, elle devient présidente du conseil régional d'Île-de-France en 2015 et annonce sa candidature le 22 juillet 2021 à la primaire de la droite. Elle remporte le congrès des Républicains le 4 décembre 2021. Outre LR et le mouvement Soyons libres, elle est aussi soutenue par l'UDI et Les Centristes. |
| Philippe Poutou (55 ans) Nouveau Parti anticapitaliste (NPA) |                                          |                                          | Conseiller municipal de Bordeaux (depuis 2020)                                                         | Campagne • Positions L'urgence anticapitaliste Élimination au 1er tour (appelle à ne pas voter Marine Le Pen)                           | Ancien syndicaliste à l'usine Ford de Bordeaux, il est candidat du Nouveau Parti anticapitaliste aux élections présidentielles de 2012 (1,15 % des suffrages exprimés) et de 2017 (1,09 %). Il est investi par son parti en vue du scrutin de 2022. |
| Nicolas Dupont-Aignan (61 ans) Debout la France (DLF)        | Nicolas Dupont-Aignan en 2019            |                                          | Président de Debout la France (depuis 2008) Député de l'Essonne (depuis 1997)                          | Campagne • Positions Sauvons la France ! puis Choisir la liberté Élimination au 1er tour (vote Marine Le Pen)                           | Ancien maire d'Yerres et député de l'Essonne, il est président de Debout la France. Il se présente aux élections présidentielles de 2012 et 2017, lors desquelles il obtient respectivement 1,79 % et 4,70 % des voix, s'alliant à Marine Le Pen pour le second tour en 2017. Il annonce une troisième candidature le 26 septembre 2020,.                                                                   |

### Sexe, âge, participations
C'est la troisième élection présidentielle sous la Cinquième République comportant douze candidats (après celle de 1974 et celle de 2007) ; seule l'élection de 2002 comportait plus de candidats : 16.
Il y quatre femmes candidates, égalant le record des élections de 2002 et de 2007. Il y en avait deux en 2017 et trois en 2012.
La moyenne d'âge des candidats est de 57 ans. Le plus âgé est Jean-Luc Mélenchon, 70 ans, suivi de Jean Lassalle, 66 ans, et Éric Zemmour, 63 ans. Le plus jeune est Emmanuel Macron, 44 ans.
Sur les douze candidats, cinq participent pour la 3e fois à l'élection présidentielle — Nathalie Arthaud, Nicolas Dupont-Aignan, Marine Le Pen, Jean-Luc Mélenchon, et Philippe Poutou —, deux pour la 2e fois — Emmanuel Macron et Jean Lassalle — et cinq pour la 1re fois — Anne Hidalgo, Yannick Jadot, Valérie Pécresse, Fabien Roussel et Éric Zemmour.

## Primaires

### Consultation interne communiste
La consultation interne du Parti communiste français a lieu du 7 au 9 mai 2021 afin de planifier la stratégie à adopter pour le scrutin. Après avoir soutenu Jean-Luc Mélenchon lors des deux dernières élections, les militants communistes choisissent une candidature autonome. Fabien Roussel est désigné candidat avec 82,32 % face à Emmanuel Dang Tran (1,82 %) et Grégoire Munk (0,16 %) avec une abstention de 15,70 %.

### Primaire de l'écologie

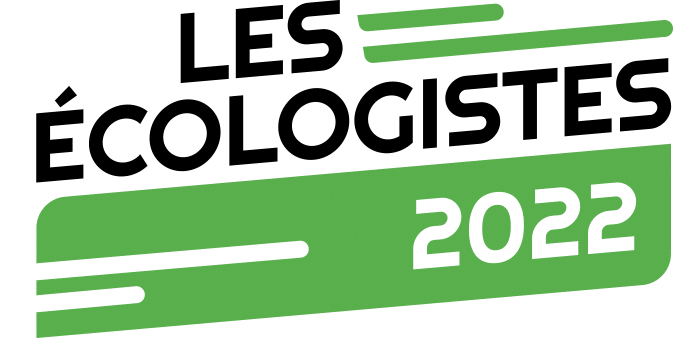
Logo de la primaire présidentielle de l'écologie de 2021.

La primaire écologiste a lieu du 16 au 19 septembre 2021 pour le premier tour et du 25 au 28 septembre 2021 pour le second tour.
Sur les cinq candidats, quatre se retrouvent dans un mouchoir de poche à l'issue du premier tour qui voient la qualification au second tour de Yannick Jadot (27,70 % des votants) et Sandrine Rousseau (25,14 %) tandis que Delphine Batho (22,32 %) et Éric Piolle (22,29 %) échouent de peu. Jean-Marc Governatori finit avec le plus faible score (seulement 2,35 % des votants). Il faut rajouter 0,2 % de votes blancs pour atteindre les 100 % de votants.
Yannick Jadot remporte le scrutin final d'une courte avance sur sa rivale avec 51,03 % des suffrages exprimés contre 48,97 %.

### Primaire socialiste
La primaire socialiste a lieu le 14 octobre 2021 mais, contrairement aux deux précédents scrutins de 2012 et 2017, elle est cette fois-ci interne au parti.
Anne Hidalgo est élue par 72,60 % des voix face à son unique adversaire Stéphane Le Foll (27,40 %). Ce dernier a annoncé ne pas participer à la campagne de la maire de Paris en raison de « divergences trop importantes ».

### Congrès des Républicains
Le congrès des Républicains a lieu du 1er au 4 décembre 2021 et, contrairement au précédent scrutin de 2017, est cette fois-ci interne au parti.
Favori des sondages, Xavier Bertrand est éliminé dès le premier tour avec 22,36 % des voix avec Michel Barnier (23,93 %) et Philippe Juvin (3,13 %). Valérie Pécresse et Éric Ciotti sont qualifiés au second tour avec respectivement 25,00 % et 25,59 % des voix. Valérie Pécresse est finalement élue avec 60,95 % face à son adversaire qui en obtient 39,05 %.

### Primaire populaire

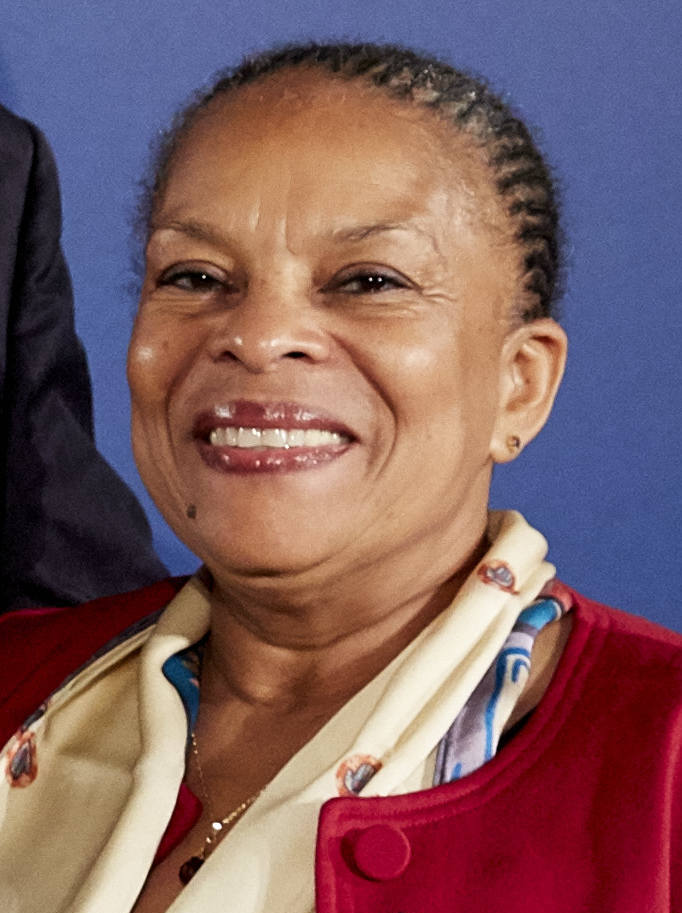
Vainqueure de la primaire populaire, Christiane Taubira ne réussit pas à obtenir les 500 signatures d'élus.

La primaire populaire est organisée du 27 au 30 janvier 2022 par des sympathisants de gauche avec pour objectif de présenter une candidature unique de la gauche. Il est le seul scrutin des primaires à se dérouler au jugement majoritaire.
Le scrutin, d'initiative citoyenne, est néanmoins refusé catégoriquement par l'ensemble des candidats de gauche déclarés, à l'exception d'Anne Hidalgo qui y est un temps favorable mais renonce finalement face à l'absence de ses concurrents. Seule Christiane Taubira accepte d'y participer, aux côtés de Anna Agueb-Porterie, Pierre Larrouturou et Charlotte Marchandise.
La primaire est néanmoins maintenue avec les noms des non-participants, ce qui provoque la colère de Jean-Luc Mélenchon et de Yannick Jadot, particulièrement après la diffusion d'une vidéo d'un des organisateurs appelant à bloquer l'obtention de parrainages pour forcer la participation des candidats sélectionnés.
Christiane Taubira est élue avec la note « Bien+ » devant Yannick Jadot « Assez bien+ », Jean-Luc Mélenchon « Assez bien- », Pierre Larrouturou « Passable+ », Anne Hidalgo « Passable+ », Charlotte Marchandise « Passable- » et Anna Agueb-Porterie « Insuffisant ». À la suite de l’échec de Christiane Taubira pour obtenir les 500 parrainages requis, les responsables de la primaire populaire décident, après un vote du conseil d’administration, de soutenir la candidature de Jean-Luc Mélenchon, pourtant arrivé derrière Yannick Jadot lors de la primaire. Cette décision divise les membres du collectif et l'une des créatrices, Mathilde Imer, annonce sa mise en retrait du mouvement.

## Premier tour

### Campagne
La campagne officielle débute le 28 mars, deux semaines avant le premier tour, lançant ainsi la période d'égalité du temps de parole là où l'équité était la règle depuis la publication des candidats par le Conseil constitutionnel.
À la suite de sa brusque montée dans les sondages due à l'invasion de l'Ukraine par la Russie au mois de février, appelée par les médias « effet drapeau », atteignant 33,5 % dans un sondage d'Elabe au détriment de Valérie Pécresse et Éric Zemmour qui chutent brutalement, Emmanuel Macron voit les intentions de vote en sa faveur faiblir mais reste néanmoins en tête.
Marine Le Pen progresse à partir du mois de mars et bénéficie d'un effet de vote utile, devenant virtuellement qualifiée alors qu'elle était encore donnée au coude-à-coude avec Éric Zemmour, début janvier. En parallèle, les intentions de vote en sa faveur au second tour augmentent également : le 4 avril, un sondage de Harris Interactive la crédite de 48,5 % d'intentions de votes face au président, un score qu'elle n'avait encore jamais atteint. Emmanuel Macron devient dès lors plus offensif envers son opposante et reconnaît ne pas avoir réussi à endiguer l'extrême droite comme il l'avait promis cinq ans auparavant.
Éric Zemmour organise, en conséquence à sa baisse dans les sondages, un meeting au Trocadéro au cours duquel il revendique 100 000 participants et appelle au « vote vital ».
De l'autre côté de l'échiquier politique, Jean-Luc Mélenchon voit également sa candidature bénéficier à partir de début mars d'un effet de vote utile face aux multiples candidatures de la gauche. Face aux chutes de Valérie Pécresse et Éric Zemmour, il s'installe progressivement en « troisième homme » mais ne parvient pas à dépasser Marine Le Pen dont les intentions de vote augmentent simultanément. Pour éviter la présence de l'extrême-droite au second tour et une possible victoire de Marine Le Pen, 800 universitaires appellent le 2 avril à voter pour le candidat de La France insoumise, rejoints le 4 avril par 2 000 personnalités du spectacle.

### Débats et entretiens télévisés
Contrairement à l'élection de 2017, la campagne 2022 du premier tour n'a pas vu l'organisation d'un débat télévisé réunissant l'ensemble des candidats, étant donné le refus d'Emmanuel Macron de débattre avec ses opposants avant le premier tour. Le président se justifie, lors de son premier déplacement en tant que candidat, en rappelant qu'aucun de ses prédécesseurs ne s'est plié à cet exercice avant lui.
Un premier débat a lieu le 10 mars entre Valérie Pécresse et Éric Zemmour sur TF1 puis LCI. Le 14 mars une soirée réunit des candidats sur le thème de la guerre en Ukraine, alors en cours depuis trois semaines, mais sans débat et en l'absence de Nathalie Arthaud, Nicolas Dupont-Aignan, Jean Lassalle et Philippe Poutou, qui protestent face à cette exclusion. Jean Lassalle va même jusqu'à laisser entendre l'abandon de sa candidature.
Le jour même, le président du Sénat Gérard Larcher accuse le président de profiter du conflit ukrainien pour tenter d'enjamber le scrutin et questionne la légitimité du gagnant d'une « élection sans campagne ». En réponse, la majorité présidentielle et Emmanuel Macron lui-même dénoncent « des propos irresponsables » de la part du troisième personnage de l’État.
L'émission Élysée 2022 parvient néanmoins à inviter en deux soirées la quasi-totalité des candidats : Nathalie Arthaud, Nicolas Dupont-Aignan, Jean Lassalle, Marine Le Pen, Jean-Luc Mélenchon et Fabien Roussel le 31 mars, puis Anne Hidalgo, Yannick Jadot, Valérie Pécresse, Philippe Poutou et Éric Zemmour le 5 avril. Les candidats y répondent à des entretiens, sans débat direct entre eux, mais Emmanuel Macron refuse également de participer, arguant d'une incompatibilité d'agenda. En conséquence, France 2 diffuse des images du seul meeting du président sortant ayant eu lieu deux jours plus tôt à La Défense Arena afin de respecter l'égalité du temps de parole qui prévaut en cette période.
Sur le modèle des accusations de fraude aux États-Unis en 2020, des réseaux sociaux ont véhiculé l'idée d'une fraude possible dans la transition des résultats depuis les bureaux de vote en ayant recours au même prestataire. Le ministère de l'Intérieur a démenti et précisé n'utiliser que des systèmes internes,.

## Second tour

### Réactions aux résultats du premier tour
Après l'annonce des estimations du premier tour, Anne Hidalgo et Yannick Jadot appellent ouvertement à voter pour Emmanuel Macron au deuxième tour lors de leurs prises de parole,. Valérie Pécresse dit également qu'il sera son choix. Fabien Roussel « appelle [...] à battre l'extrême droite, à la mettre en échec, en se servant du seul bulletin qui sera [...] à notre disposition ». Jean-Luc Mélenchon répète à quatre reprises qu'« il ne faut pas donner une seule voix à Madame le Pen », sans donner d'autres consignes pour le moment. Dans la même veine, Philippe Poutou déclare : « Pas une voix ne doit aller à l'extrême droite. Pour autant, nous ne donnerons pas de consigne de vote en faveur de Macron ». Après avoir longuement fustigé les deux candidats qualifiés au second tour, Nathalie Arthaud se contente d'une formule laconique : « les travailleurs n'ont pas à cautionner par leur vote leur futur oppresseur ». Affirmant redevenir « un simple citoyen », Jean Lassalle ne donne pas non plus de consigne de vote. Des douze candidats, Éric Zemmour et Nicolas Dupont-Aignan sont les seuls à appeler à voter pour Marine Le Pen lors de leurs prises de parole respectives,.
Comme lors de l'élection présidentielle de 2017, La France insoumise lance une consultation interne auprès de ses militants pour connaître leur attitude vis-à-vis du second tour. Se déroulant du 13 au 16 avril, elle donne les résultats suivants : 37,65 % en faveur du vote blanc ou nul (contre 36,12 % en 2017), 33,40 % en faveur du vote pour Emmanuel Macron (contre 34,83 % en 2017) et 28,96 % en faveur de l'abstention (contre 29,05 % en 2017). L'option du vote pour Marine Le Pen n'était pas proposée. La consultation enregistre un taux de participation proche de 69 % (contre 54 % en 2017).

### Débats et entretiens télévisés
Le débat d'entre-deux-tours opposant Emmanuel Macron et Marine Le Pen a lieu le mercredi 20 avril 2022 sur TF1, France 2, BFM TV, France Info, LCI et CNews, dans des conditions très proches de celles du débat d'entre-deux-tours de 2017. Auparavant, le président par intérim du Rassemblement national Jordan Bardella, avait déjà débattu des principaux sujets de l'entre-deux-tours avec le ministre de l'Intérieur Gérald Darmanin sur BFM TV le 13 avril et avec le ministre de la Santé Olivier Véran sur LCI le 18 avril.

### Intervention de la Commission de contrôle de la campagne électorale
La Commission nationale de contrôle de la campagne électorale en vue de l'élection présidentielle (CNCCEP) demande des précisions à la candidate du Rassemblement national. Elle s'interroge sur deux chiffres figurant sur le document de campagne pour le second tour et concernant la sécurité et l'immigration. Le document de campagne du RN affirme qu'il existe « + 31 % d'agressions volontaires depuis 2017 » et que « 1,5 million d'immigrés supplémentaires entrés légalement en France depuis 2017 ». La source serait selon le RN le ministère de l'Intérieur lui-même, mais celui-ci ne reconnaît pas ces chiffres,,.

### Ingérence
Les journalistes de Marianne accusent d'ingérence leur actionnaire Daniel Křetínský. La une à paraître du magazine a été modifiée afin qu'elle soit moins agressive envers Emmanuel Macron. L'accusation d'interventionnisme de Daniel Křetínský par la rédaction de Marianne nourrit les soupçons de collusion entre les propriétaires de médias et Emmanuel Macron.

### Attaque au couteau le matin du scrutin
Le 24 avril 2022, peu avant 10 heures, le prêtre Krzysztof Rudzinski (57 ans) et la religieuse Marie-Claude Marty (72 ans) sont poignardés dans l'enceinte de l’église Saint-Pierre-d’Arène de Nice par Kevin Ravenna (31 ans), un sympathisant du Rassemblement national qui « voulait tuer Macron » le jour du second tour. L'homme, connu pour ses antécédents psychiatriques, est rapidement arrêté avant d'être interné dans la soirée,,.

## Financements et comptes de campagne
La Commission nationale des comptes de campagne et des financements politiques (CNCCFP) approuve, rejette ou réforme les comptes de campagne.
Le montant du remboursement est en fonction des résultats obtenus au premier tour.
| Candidat              | Résultat au 1er tour | Seuil atteint | Limite de remboursement | Dépenses     | Remboursement |
| --------------------- | -------------------- | ------------- | ----------------------- | ------------ | ------------- |
| Emmanuel Macron       | 27,85 %              | 2e tour       | 10 691 775 €            | 16 535 603 € | 10 463 959 €  |
| Marine Le Pen,        | 23,15 %              | 2e tour       | 10 691 775 €            | 10 671 587 € | 10 220 842 €  |
| Jean-Luc Mélenchon    | 21,95 %              | 5 %           | 8 004 225 €             | 13 519 579 € | 7 629 786 €   |
| Éric Zemmour          | 7,07 %               | 5 %           | 8 004 225 €             | 10 826 804 € | 7 804 225 €   |
| Valérie Pécresse      | 4,78 %               | Aucun         | 800 423 €               | 13 554 449 € | 785 423 €     |
| Yannick Jadot         | 4,63 %               | Aucun         | 800 423 €               | 5 016 727 €  | 651 661 €     |
| Jean Lassalle         | 3,13 %               | Aucun         | 800 423 €               | 770 991 €    | 770 991 €     |
| Fabien Roussel        | 2,28 %               | Aucun         | 800 423 €               | 812 595 €    | 754 886 €     |
| Nicolas Dupont-Aignan | 2,06 %               | Aucun         | 800 423 €               | 857 428 €    | 728 884 €     |
| Anne Hidalgo          | 1,74 %               | Aucun         | 800 423 €               | 3 709 765 €  | 800 423 €     |
| Philippe Poutou       | 0,76 %               | Aucun         | 800 423 €               | 810 556 €    | 794 406 €     |
| Nathalie Arthaud      | 0,56 %               | Aucun         | 800 423 €               | 889 844 €    | 786 686 €     |

En juillet 2024, une information judiciaire est ouverte portant sur des soupçons de financement illicite de la campagne de Marine Le Pen lors de l’élection présidentielle de 2022, à la suite d'un signalement de la CNCCFP de 2023. Cette information concerne « des chefs de prêt d’une personne morale à un candidat en campagne électorale, acceptation par un candidat en campagne de prêt d’une personne morale, détournement de biens par des personnes exerçant une fonction publique, escroquerie commise au préjudice d’une personne publique, faux et usage de faux ».

## Résultats

### Participation
| Taux de participation | 1er tour | 1er tour | 1er tour   | 2d tour | 2d tour | 2d tour    | Différence entre les deux tours |
| Taux de participation | En 2017  | En 2022  | Différence | En 2017 | En 2022 | Différence | Différence entre les deux tours |
| --------------------- | -------- | -------- | ---------- | ------- | ------- | ---------- | ------------------------------- |
| à midi                | 28,54 %  | 25,48 %  | 3,06       | 28,23 % | 26,41 % | 1,82       | 0,93                            |
| à 17 heures           | 69,42 %  | 65,00 %  | 4,42       | 65,30 % | 63,23 % | 2,07       | 1,77                            |
| Final                 | 77,77 %  | 73,69 %  | 4,08       | 74,56 % | 71,99 % | 2,57       | 1,70                            |

### Résultats nationaux
Le ministère de l'Intérieur publie des totalisations durant la nuit qui suit le scrutin, avant les éventuelles corrections du Conseil constitutionnel le mercredi suivant le scrutin, soit le 13 avril 2022 pour le premier tour et le 27 avril pour le deuxième.
Le Conseil constitutionnel officialise les résultats du premier tour de l'élection présidentielle le mercredi 13 avril 2022, qui sont publiés dans le Journal officiel le jeudi 14 avril 2022, et annonce les noms des deux candidats habilités à se présenter au second tour de l'élection présidentielle : Emmanuel Macron (LREM) et Marine Le Pen (RN).
Le 27 avril 2022, le président du Conseil constitutionnel Laurent Fabius officialise par vidéo les résultats du second tour de l'élection présidentielle et proclame Emmanuel Macron élu président de la République.
| Candidats                | Candidats                | Partis                   | Premier tour | Premier tour | Second tour | Second tour |
| Candidats                | Candidats                | Partis                   | Voix         | %            | Voix        | %           |
| ------------------------ | ------------------------ | ------------------------ | ------------ | ------------ | ----------- | ----------- |
|                          | Emmanuel Macron          | LREM                     | 9 783 058    | 27,85        | 18 768 639  | 58,55       |
|                          | Marine Le Pen            | RN                       | 8 133 828    | 23,15        | 13 288 686  | 41,45       |
|                          | Jean-Luc Mélenchon       | LFI                      | 7 712 520    | 21,95        |             |             |
|                          | Éric Zemmour             | REC                      | 2 485 226    | 7,07         |             |             |
|                          | Valérie Pécresse         | LR                       | 1 679 001    | 4,78         |             |             |
|                          | Yannick Jadot            | EELV                     | 1 627 853    | 4,63         |             |             |
|                          | Jean Lassalle            | RES                      | 1 101 387    | 3,13         |             |             |
|                          | Fabien Roussel           | PCF                      | 802 422      | 2,28         |             |             |
|                          | Nicolas Dupont-Aignan    | DLF                      | 725 176      | 2,06         |             |             |
|                          | Anne Hidalgo             | PS                       | 616 478      | 1,75         |             |             |
|                          | Philippe Poutou          | NPA                      | 268 904      | 0,77         |             |             |
|                          | Nathalie Arthaud         | LO                       | 197 094      | 0,56         |             |             |
|                          |                          |                          |              |              |             |             |
| Suffrages exprimés       | Suffrages exprimés       | Suffrages exprimés       | 35 132 947   | 97,80        | 32 057 325  | 91,34       |
| Votes blancs             | Votes blancs             | Votes blancs             | 543 609      | 1,51         | 2 233 904   | 6,37        |
| Votes nuls               | Votes nuls               | Votes nuls               | 247 151      | 0,69         | 805 249     | 2,29        |
| Total                    | Total                    | Total                    | 35 923 707   | 100          | 35 096 478  | 100         |
| Abstention               | Abstention               | Abstention               | 12 824 169   | 26,31        | 13 655 861  | 28,01       |
| Inscrits / participation | Inscrits / participation | Inscrits / participation | 48 747 876   | 73,69        | 48 752 339  | 71,99       |

| Emmanuel Macron (58,55 %) |  |  | Marine Le Pen (41,45 %) |
| ▲                         |  |  |                         |

#### Variation au premier tour comparé au dernier scrutin
| Parti | Parti                         | Candidat 2017         | %       | Candidat 2022         | %     | +/-   |
| ----- | ----------------------------- | --------------------- | ------- | --------------------- | ----- | ----- |
|       | La République en marche       | Emmanuel Macron       | 24,01   | Emmanuel Macron       | 27,85 | 3,84  |
|       | Rassemblement national        | Marine Le Pen         | 21,30   | Marine Le Pen         | 23,15 | 1,85  |
|       | La France insoumise           | Jean-Luc Mélenchon    | 19,58   | Jean-Luc Mélenchon    | 21,95 | 2,37  |
|       | Reconquête                    | Nouveau               | Nouveau | Éric Zemmour          | 7,07  | -     |
|       | Les Républicains              | François Fillon       | 20,01   | Valérie Pécresse      | 4,78  | 15,23 |
|       | Europe Écologie Les Verts     | Absent                | Absent  | Yannick Jadot         | 4,63  | -     |
|       | Résistons                     | Jean Lassalle         | 1,21    | Jean Lassalle         | 3,13  | 1,92  |
|       | Parti communiste français     | Absent                | Absent  | Fabien Roussel        | 2,28  | -     |
|       | Debout la France              | Nicolas Dupont-Aignan | 4,70    | Nicolas Dupont-Aignan | 2,06  | 2,64  |
|       | Parti socialiste              | Benoît Hamon          | 6,36    | Anne Hidalgo          | 1,74  | 4,62  |
|       | Nouveau Parti anticapitaliste | Philippe Poutou       | 1,09    | Philippe Poutou       | 0,76  | 0,33  |
|       | Lutte ouvrière                | Nathalie Arthaud      | 0,64    | Nathalie Arthaud      | 0,56  | 0,08  |

### Représentation géographique des résultats

#### Cartes du premier tour

Résultats par communes et circonscription consulaires du 1er tour.
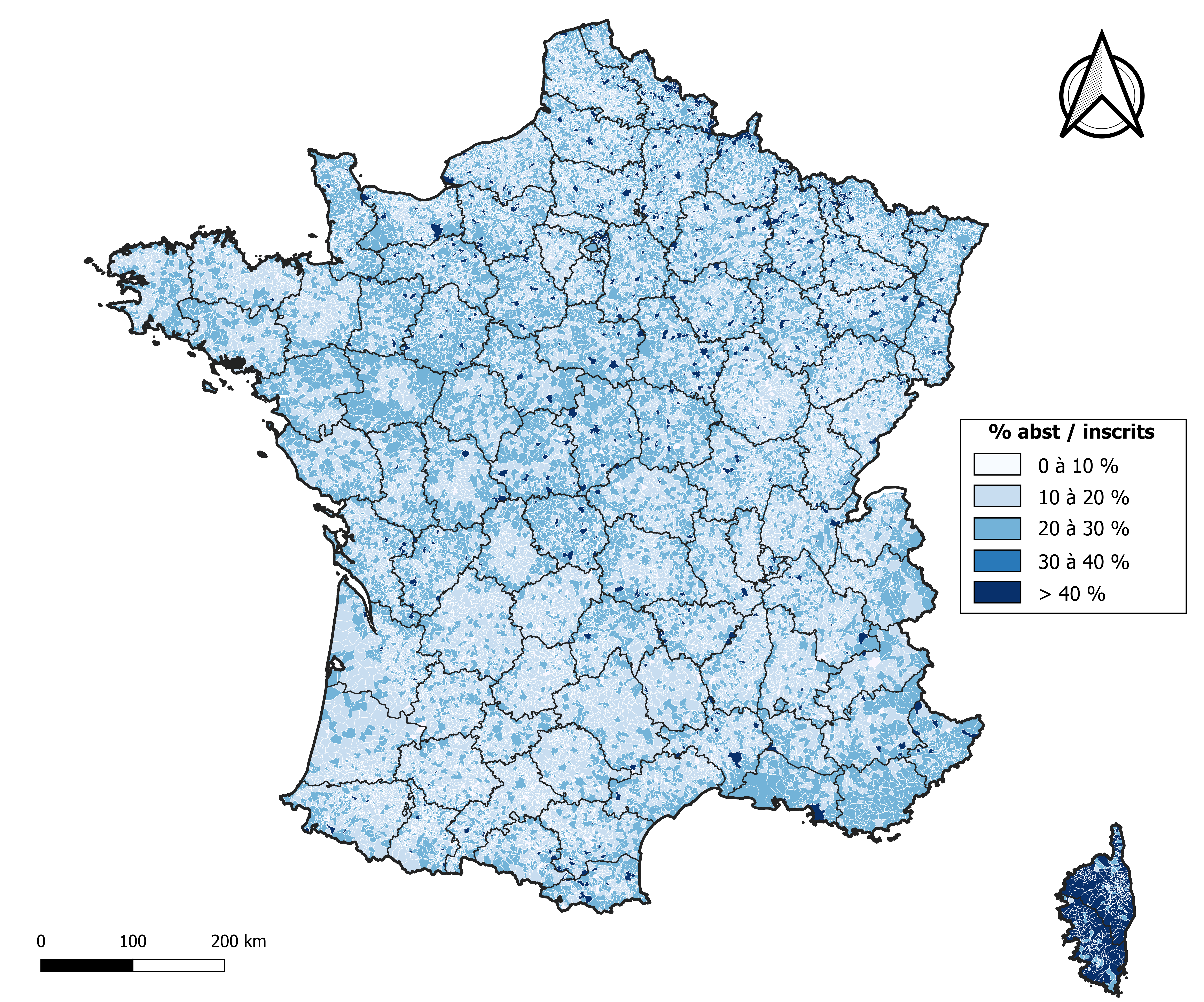
Taux d'abstention par commune au 1er tour en France métropolitaine.

Candidats arrivés en tête dans chaque circonscription législative au 1er tour.
Candidats arrivés en 2e position dans chaque circonscription législative au 1er tour.

Candidats arrivés en tête dans chaque département au 1er tour.
Candidats arrivés en 2e position dans chaque département au 1er tour.

| Outre-mer Haut : Guadeloupe, Martinique, Guyane, La Réunion, Mayotte Bas : Saint-Pierre-et-Miquelon, Saint-Barthélémy et Saint-Martin, Polynésie française, Wallis-et-Futuna, Nouvelle-Calédonie, Français établis hors de France |

Candidats arrivés en tête dans chaque région métropolitaine au 1er tour.
Candidats arrivés en 2e position dans chaque région métropolitaine au 1er tour.

#### Cartes du second tour

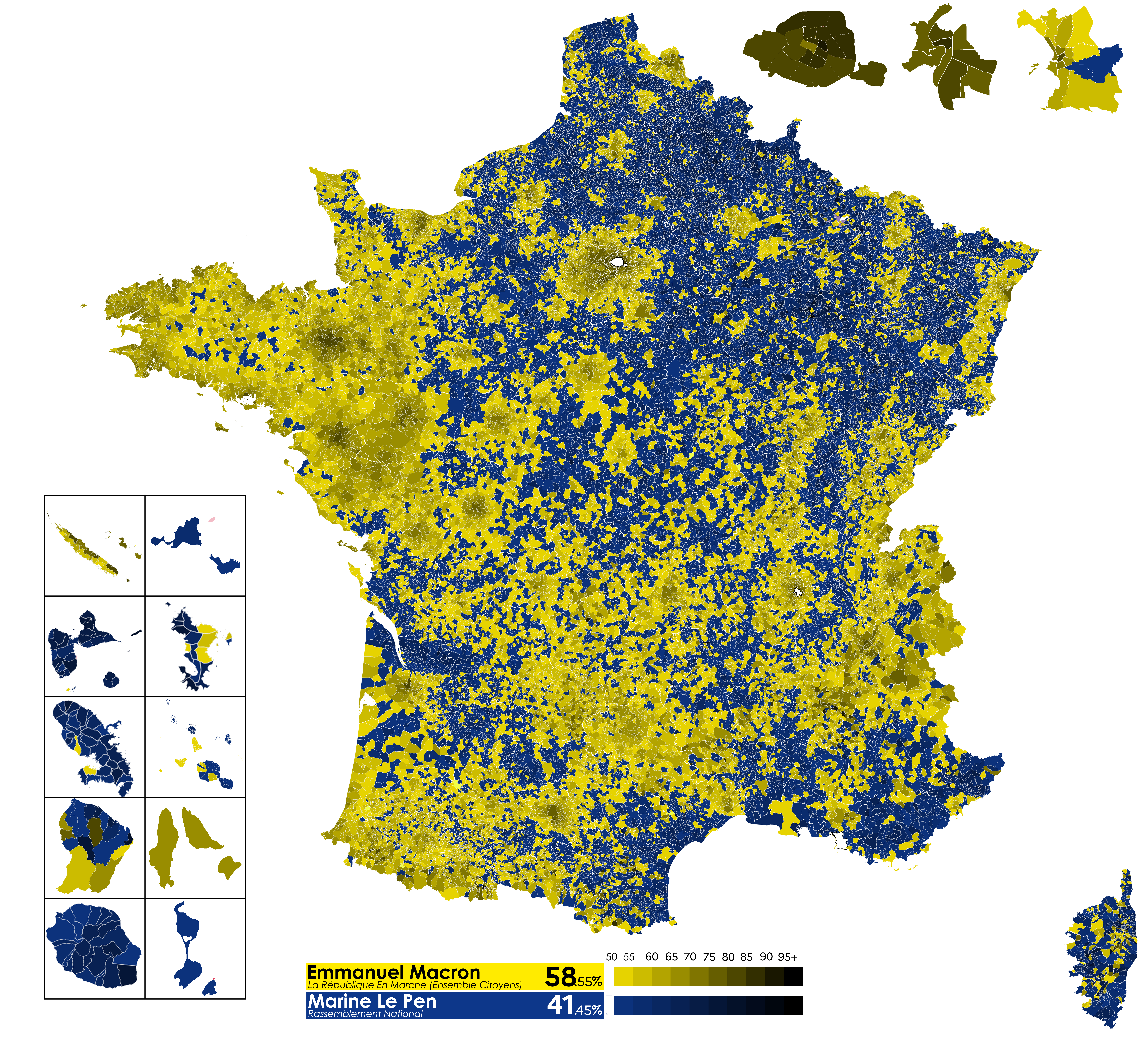
Résultats du second tour de l'élection présidentielle de 2022 par commune
Candidats arrivés en tête dans chaque département au 2d tour.
Candidats arrivés en tête dans chaque région métropolitaine au 2d tour.

| Outre-mer Haut : Guadeloupe, Martinique, Guyane, La Réunion, Mayotte Bas : Saint-Pierre-et-Miquelon, Saint-Barthélémy et Saint-Martin, Polynésie française, Wallis-et-Futuna, Nouvelle-Calédonie, Français établis hors de France |

## Analyses

### Premier tour
Emmanuel Macron bénéficie de la préférence du vote des plus âgés. Selon une étude de Harris Interactive, il obtient 37,5 % des suffrages des plus de 65 ans (41 % des plus de 70 ans), tandis que Marine Le Pen arrive en tête chez les 25-49 ans (30 % chez les 25-34 ans et 28,8 % chez les 35-49 ans) et Jean-Luc Mélenchon est premier parmi les 18-24 ans, 34,8 % étant en sa faveur.
Le président sortant a été soutenu par un tiers des cadres et 40 % des retraités. De son côté, Marine Le Pen arrive largement en tête auprès des ouvriers dont elle obtient 42 % des voix. Un tiers des employés (33 %) ont également voté pour la candidate du Rassemblement national. À l'issue de ce premier tour Emmanuel Macron devient le premier président sortant depuis François Mitterrand en 1988 à avoir plus de voix à l'issue de son mandat que lors de sa première élection (8 656 346 voix en 2017, 9 783 058 voix en 2022).
Selon un sondage réalisé par l'Ifop, le vote des catholiques s'ancre principalement à droite, bien qu'aucun candidat n'arrive à le monopoliser. Marine Le Pen (RN), Éric Zemmour (Reconquête) et Nicolas Dupont-Aignan (Debout la France) captent 40 % de leurs voix, mais un vote catholique continue d'exister à gauche, notamment chez les pratiquants réguliers qui sont 19 % à avoir plébiscité la candidature de Jean-Luc Mélenchon (La France insoumise). Toujours selon l'Ifop, ce dernier reçoit également le vote de 69 % des musulmans ayant exprimé leur suffrage (contre 37 % en 2017 et 20 % en 2012).
L’effondrement des partis de gouvernement historiques (LR et PS), qui ne recueillent à eux deux que 6,53 % des suffrages, apparaît comme une exception au sein des démocraties occidentales, malgré l'affaiblissement assez général des partis historiques, certains partis pouvant parfois se substituer à d'autres sans bouleversement de l'échiquier politique (comme le remplacement du PASOK par SYRIZA en Grèce). Le journaliste Jean-Dominique Merchet rapproche la situation française de la situation italienne des années 1990, lorsque la Démocratie chrétienne (DC) et le Parti communiste avaient volé en éclats sous les coups de la campagne anticorruption menée par les juges.

### Second tour
Emmanuel Macron l'emporte avec une large avance. Le président sortant réunit plus de 58 % des suffrages exprimés, bien qu'en recul par rapport à sa victoire en 2017, au cours de laquelle il l'avait emporté avec 66 %. Marine Le Pen reconnait sa défaite au soir du second tour, annonçant dans la foulée se lancer dans la « bataille des législatives ».
C'est la première fois depuis la réélection de Jacques Chirac en 2002 qu'un président français sortant est réélu. Le septennat ayant été aboli en 2000, Emmanuel Macron devient également le premier président de la République française à être réélu pour un deuxième quinquennat, les précédents présidents réélus l'ayant été après un septennat. Il est également le premier président à être reconduit hors période de cohabitation depuis Charles de Gaulle en 1965. Il entame son second mandat le 14 mai.
| Catégorie                                       | Macron | Le Pen |
| ----------------------------------------------- | ------ | ------ |
|                                                 |        |        |
| Ensemble                                        | 58,5   | 41,5   |
| Sexe                                            |        |        |
| Hommes                                          | 56     | 44     |
| Femmes                                          | 60     | 40     |
| Âge                                             |        |        |
| 18-24 ans                                       | 68     | 32     |
| 25-34 ans                                       | 48     | 52     |
| 35-49 ans                                       | 51     | 49     |
| 50-64 ans                                       | 53     | 47     |
| 65 ans et plus                                  | 70     | 30     |
| Profession                                      |        |        |
| Artisans, commerçants                           | 49     | 51     |
| Cadres, professions intellectuelles supérieures | 74     | 26     |
| Professions intermédiaires                      | 60     | 40     |
| Employés                                        | 48     | 52     |
| Ouvriers                                        | 35     | 65     |
| Retraités                                       | 68     | 32     |
| Autres inactifs                                 | 57     | 43     |
| Niveau d'instruction                            |        |        |
| Inférieur au baccalauréat                       | 44     | 56     |
| Baccalauréat                                    | 53     | 47     |
| Supérieur au baccalauréat                       | 70     | 30     |
| Proximité politique                             |        |        |
| LFI                                             | 68     | 32     |
| PS                                              | 89     | 11     |
| EÉLV                                            | 85     | 15     |
| LREM                                            | 98     | 2      |
| LR                                              | 64     | 36     |
| REC                                             | 6      | 94     |
| RN                                              | 0      | 100    |
| Sans sympathie partisane                        | 56     | 44     |
| Revenu mensuel                                  |        |        |
| Moins de 900 €                                  | 44     | 56     |
| De 900 à 1 300 €                                | 51     | 49     |
| De 1 300 à 1 900 €                              | 57     | 43     |
| De 1 900 à 2 500 €                              | 65     | 35     |
| Plus de 2 500 €                                 | 76     | 24     |

## Dans la culture
Dans son roman Soumission publié en 2015, Michel Houellebecq imagine une victoire d'un candidat musulman à l'élection présidentielle de 2022 face à Marine Le Pen, Manuel Valls ou encore Jean-François Copé.
Le tome 2 de la bande dessinée La Présidente, intitulé Totalitaire et sorti en 2016, imagine d'un point de vue critique les deux années de présidence de Marion Maréchal à partir de 2022, déjà précédée de cinq ans par sa tante, Marine Le Pen. Œuvre de politique-fiction de l'historien François Durpaire, elle a été dessinée en noir et blanc par le dessinateur Farid Boudjellal,. Un autre tome imagine la suite : La Vague, sorti en 2017.
Dans la bande dessinée Le Président de Philippe Moreau-Chevrolet et Morgan Navarro publiée en 2020, l'animateur Cyril Hanouna se lance à la conquête de l'Élysée en 2022.
Dans le film Présidents d'Anne Fontaine sorti en 2021, la cote d'Emmanuel Macron est en chute libre, et la perspective de l'arrivée au pouvoir de Marine Le Pen en 2022 semble inéluctable.